# Toyota Prius

Schriftzug des Prius

Der Toyota Prius (von lateinisch prius ‚zuerst, zuvor‘) ist ein Pkw-Modell des japanischen Automobilherstellers Toyota, mit einem Hybrid Synergy Drive genannten Hybridantrieb, der aus einem Ottomotor und einem elektrischen Antriebssystem besteht. Der Toyota Prius war das weltweit erste Auto mit Hybridantrieb in Großserie.
Die erste Generation dieses Fahrzeugs kam in Japan Ende 1997 auf den Markt und war im Marktsegment der Kompaktklasse angesiedelt. Die größere und mit Schrägheck gestaltete zweite Generation wurde Ende 2003 vorgestellt. Seit Frühjahr 2009 wurde er weltweit in der dritten Modellgeneration verkauft. Der Verkauf der vierten Generation startete in Deutschland im Februar 2016.

## Weltrekorde bei der Effizienz, CO2und Aerodynamik

### CO2-Emissionen (Neuwagenmarkt & Straßenzugelassene)
Jede Prius-Generation seit 1997 hat geringere CO2-Emissionen und verbraucht weniger als ihre Vorgänger.

#### Weltrekorde bis 2015
Laut einer Studie aus 2015 der Carnegie Mellon Universität, war der Prius III (2009–2016) in bestimmten Regionen der USA unter allen PKW, darunter auch Elektroautos, derjenige mit dem niedrigsten CO2-Fußabdruck. In den anderen Regionen der USA war es laut Studie das Elektroauto Nissan Leaf. Durch die regional unterschiedliche Nutzung verschiedener Energiequellen kommt es zu diesen unterschiedlichen Ergebnissen. Elektroautos und Plug-in-Hybride können theoretisch einen deutlich niedrigeren CO2-Fußabdruck als der Prius mit dem konventionellen Hybridmotor haben, sofern diese mit Strom aus erneuerbaren Energiequellen aufgeladen werden und erneuerbare Energie bei der Herstellung verwendet wird. Seit der Großserienproduktion von Elektroautos und Plug-in-Hybride und dem stetig anwachsenden Anteil an erneuerbaren Energien kann theoretisch in Zukunft der Prius allmählich als das CO2-umweltfreundlichste PKW abgelöst werden.

#### Weltrekord 2016
Der Prius IV (2016) der vierten Generation emittiert 75 g CO2/km (Fahrzyklus NEDC-kombiniert) und 94 g CO2/km (Fahrzyklus WLTP-kombiniert) und hatte somit unter allen Neuwagen auf dem Neuwagenmarkt und unter allen straßenzugelassenen PkW auf den Straßen mit Hybrid-, Diesel- oder Benzinmotor und ohne Plug-in-Hybrid-Auflade-Möglichkeit, von März 2016 bis März 2020, in beiden Fahrzyklen die weltweit niedrigsten CO2-Emissionen.

#### Weltrekord 2019
Mit dem Prius IV (Facelift seit 2019) haben sich die Messwerte für die Fahrzyklen NEDC-kombiniert (84 g CO2/km) und WLTP-kombiniert (104 g CO2/km) für CO2-Emissionen verschlechtert, allerdings hatte der Prius IV (Facelift seit 2019) von März 2019 bis März 2020 weiterhin unter allen Neuwagen auf dem Neuwagenmarkt mit Hybrid-, Diesel- oder Benzinmotor und ohne Plug-in-Hybrid-Auflade-Möglichkeit, in beiden Fahrzyklen die weltweit niedrigsten CO2-Emissionen. Dies änderte sich erst mit dem Erscheinen des Toyota Yaris (XP21) in der Ausführung mit Hybridmotor. In Relation zur Fahrzeuglänge schneidet das Prius-Modell seit 2019 mit etwa 22,7 g CO2/km pro Meter Wagenlänge jedoch besser ab als der Yaris mit Hybridmotor (24,6 g CO2/km pro Meter Wagenlänge). Somit bleibt der Prius weiterhin der effizienteste Hybrid seiner Klasse.

#### Weltrekord 2023
Am 16. November 2022, auf der Weltpremiere des Prius der fünften Generation, stellte Simon Humphries, der Generaldirektor vom Toyota-Designteam, die These auf, dass der neue Prius bei der Markteinführung im Jahr 2023 erneut das weltweit effizienteste Hybridfahrzeug (Neuwagen in Serienproduktion) im Bereich CO2 in seiner Klasse sein wird.

### Aerodynamik
Um die Effizienz des Prius IV zu steigern, wurde das Fahrzeug strömungsgünstig gestaltet. Der Luftwiderstandsbeiwert (cw) liegt seit 2016 bei 0,24. Das Elektroauto Tesla Model S seit 2012 oder der Hyundai Ioniq seit 2016, die sehr strömungsgünstig gestaltet wurden, haben ebenfalls einen cw-Wert von 0,24. Zu dieser Zeit war dies der Weltrekord bei Serienfahrzeugen. Das Tesla Model 3 hielt dann seit 2017 mit einem cw-Wert von 0,23 den neuen Weltrekord. Laut Daimler konnte bei der neuen A-Klasse Limousine der cw-Wert von 0,24 auf 0,22 gesenkt werden, so dass man seit 2018 unter den Serienfahrzeugen den Weltrekord hält. Das Elektroauto Mercedes EQS, das 2022 als Serienfahrzeug in die Produktion ging, soll einen neuen Weltrekord mit einem cw-Wert von 0,20 halten, wobei dessen Querschnittsfläche 2,5 m² beträgt.

### Benzinantriebeffizienz
Im Prius IV arbeitet ein 1,8-Liter-Ottomotor mit variabler Ventilsteuerung (VVT), Benzineinspritzung und einem maximalen Wirkungsgrad von 40 Prozent. Das ist der 2016 weltweit höchste Wirkungsgrad eines Pkw-Ottomotors in Großserie. Reibung und mechanische Verluste wurden reduziert.

## Beliebtheit bei Stars und Personen des öffentlichen Lebens
Der Prius ist seit seiner Einführung 1997 unter Stars sehr beliebt, vor allem seit der 2. und 3. Generation unter anderem vermutlich wegen des umweltbewussten Images des PKW. Laut dem Buzzfeed-Magazin hat so ziemlich jeder Prominente schon einen Prius gefahren. So zeigten bis Mitte 2012 folgende Stars öffentlich, dass sie einen Prius fuhren: Cameron Diaz, Leonardo Dicaprio, Sarah Jessica Parker, Owen Wilson, Claudia Schiffer, Orlando Bloom, Julia Roberts, Bradley Cooper, Natalie Portman, Adrian Grenier …
In Köln gab es 2010 eine öffentliche Diskussion, ob der Prius zu klein sei, um die vier stellvertretenden Bürgermeister mittels Chauffeur von Termin zu Termin zu fahren. Nachdem diese Debatte bundesweites Aufsehen erregte, entschied Kölns Oberbürgermeister Jürgen Roters (SPD), der Prius sei nicht zu klein.
2017 hat die Bild berichtet, dass Sylvia Löhrmann (Grüne) vor einem Wahlkampfauftritt in Düsseldorf ihren Dienstwagen, einen Audi A8, gegen einen Toyota Prius mit Hybridantrieb getauscht hatte. Sie wurde dabei allerdings von Thomas Eusterfeldhaus (CDU) beobachtet und fotografiert, der das Bild dann auf Twitter und Facebook teilte und dabei mit folgenden Wörtern kommentierte: „Sich im dicken Audi A8 nach Düsseldorf fahren lassen und dann schnell – in der Hoffnung, dass es keiner merkt – ins umweltfreundliche Hybrid-Auto umsteigen. Hoch lebe die grüne Doppelmoral! Kleiner Tipp an Frau Löhrmann: Beim nächsten Mal das Fahrzeug vielleicht besser in der Tiefgarage wechseln.“ Laut dem Welt-Magazin wurde Löhrmann hierbei als „Öko-Heuchlerin“ entlarvt.

## Beliebtheit bei Taxiunternehmen

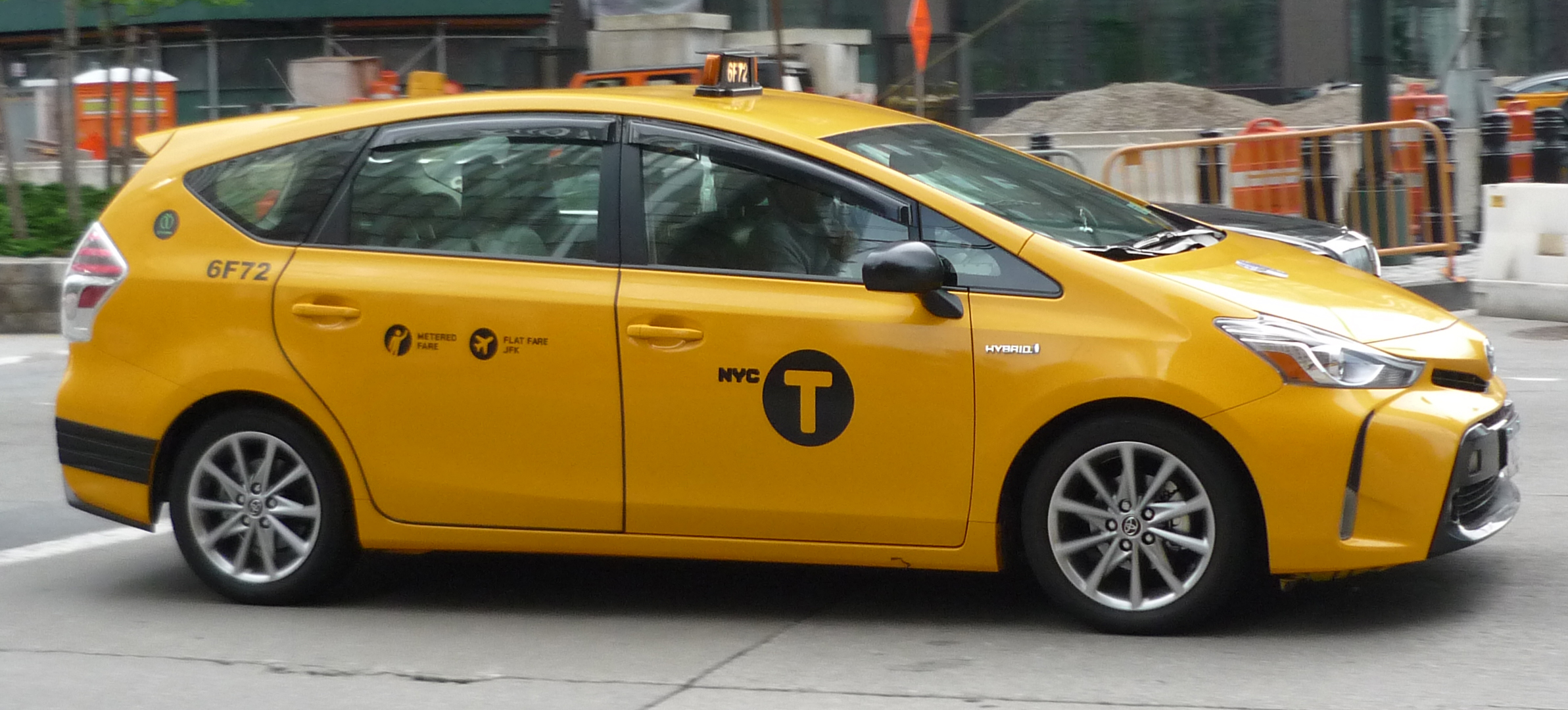
Prius+ (V) als Taxi in New York City

Zahlreiche Taxiunternehmen setzen den Prius und den Prius+ seit vielen Jahren ein, wo er sich als langlebig und robust erwies. Der Prius wird für seinen sparsamen Verbrauch in der Stadt von den Taxiunternehmen geschätzt. Taxi des Jahres ist ein Taxi-Vergleichstest, der regelmäßig von taxi heute, dem unabhängigen Magazin für die Taxi- und Mietwagenbranche bzw. dem Münchner HUSS-VERLAG veranstaltet wird. In der Kategorie SUV/Van wurde der Prius+ zum „Taxi des Jahres 2017“ als wirtschaftlichstes Taxi-Modell gekürt. Begründet wurde das mit der Kombination aus niedrigem Verbrauch, auch im Stadtverkehr, geringen Wartungskosten, hoher Zuverlässigkeit und gutem Komfort. An zwei Tagen ermittelten 40 Taxiunternehmer bei ausgiebigen Fahr- und Funktionstests in und rund um Fulda unter 21 aktuellen Taxi-Modellen von zwölf Marken die besten Fahrzeuge. Schon in den Vorjahren gehörte der Prius+ zu den Gewinnern des Taxiwettbewerbs.
Im März 2020 hatten sich deutsche Taxiunternehmen noch mit 2.300 Einheiten des Siebensitzers Prius+ für bis 2021 aus der auslaufenden Produktion eingedeckt. Das alternativ denkbare SUV RAV4 Hybrid wird von vielen Taxiunternehmen als zu teuer empfunden, beim Kombi Corolla Touring Sports Hybrid wird der unbequeme Einstieg im Fond kritisiert.

## Hybridtechnik

### Antrieb

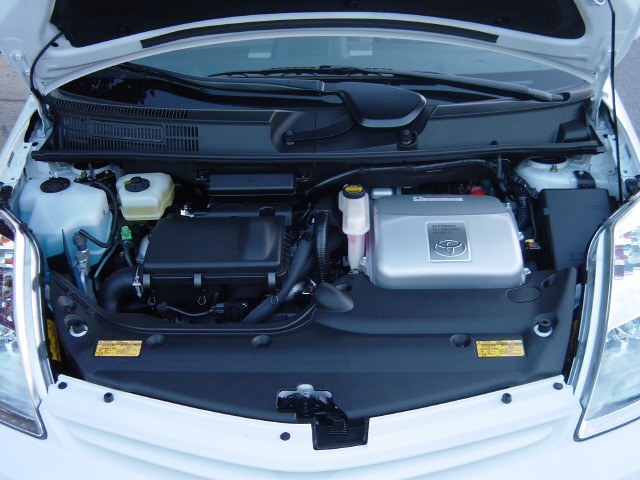
Motorraum des Prius II

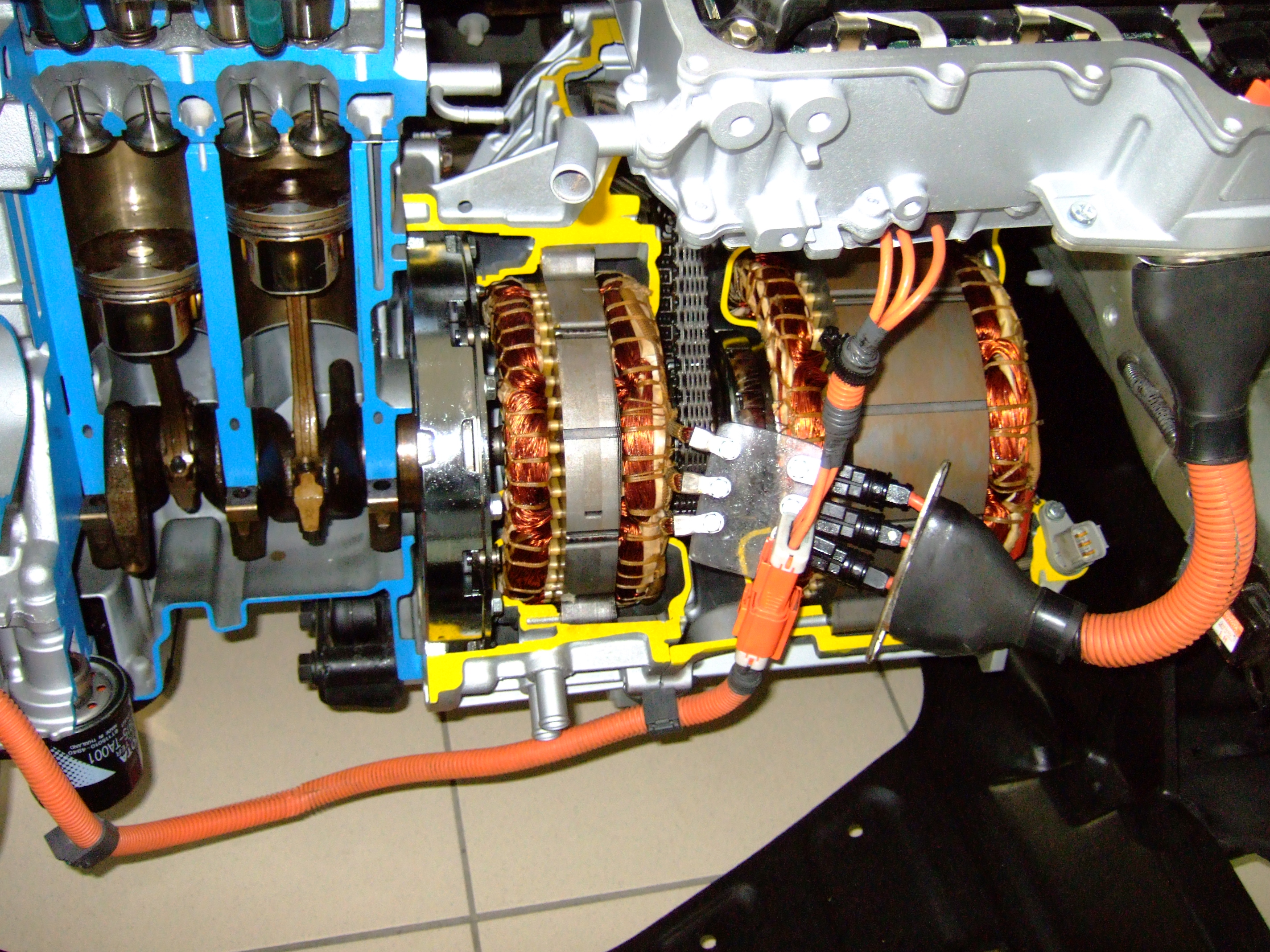
Motorschnitt des Prius II

Durch die Kombination eines Ottomotors mit zwei elektrischen Maschinen sowie einer Steuerung nach seinem Verbrauchskennfeld wird ein niedriger Benzinverbrauch erreicht. Der Motor wird im Atkinson-Zyklus betrieben, das heißt das Verdichtungsverhältnis ist geringer als das Expansionsverhältnis. Dies wird durch ein sehr spät schließendes Einlassventil erreicht. Über die Steuerelektronik wird er in Betriebszuständen mit hoher Last und niedriger Drehzahl gehalten und bei ausbleibendem Antriebsbedarf zum „Segeln“ abgeschaltet. Nach Werksangaben lag 2004 der Normverbrauch des Prius II im europäischen Fahrzyklus (NEFZ) bei 4,3 Litern Superbenzin, beim Prius III von 2009 bei 3,9 Litern und beim Prius IV von 2016 bei 3,3 Litern pro 100 Kilometer.
Der Prius kam als Hybridauto auf den Markt. Zunächst konnte die Antriebsbatterie nicht aus dem Stromnetz geladen werden. Erst in den jüngeren Plug-in-Hybrid-Varianten kann er elektrische Energie (wie andere Elektro-Autos) auch aus dem Stromnetz beziehen.
Die Antriebsbatterie, beim Prius ein Nickel-Metallhydrid-Akkumulator, wird während der Fahrt über den Generator vom Verbrennungsmotor und per Rekuperation – durch Energierückgewinnung beim Bremsen und im Schubbetrieb – geladen. Der Ladezustand der Antriebsbatterie und der Energiefluss werden dem Fahrer auf einem zentralen Display angezeigt. Um eine lange Lebensdauer der Antriebsbatterie zu ermöglichen, wird diese weder vollständig aufgeladen noch voll entladen.
Hybridautos wie der Prius haben ein automatisches Energiemanagement-System, das selbstständig entscheidet, welcher Motor wann und wie eingesetzt wird: Beim Anfahren und bei geringer Beschleunigung des Fahrzeuges sowie beim Rückwärtsfahren wird der Prius, wenn der Ladezustand der Antriebsbatterie ausreicht, ausschließlich durch die Elektromotoren angetrieben. Er verbraucht in diesen Phasen kein Benzin. Bei Stop-and-Go-Verkehr wird der Ottomotor zum Beschleunigen meistens gestartet, jedoch automatisch wieder abgeschaltet, sobald das Gas weggenommen wird. Automatisch abgeschaltet wird der Verbrennungsmotor in der Regel auch beim Bergabfahren, Bremsen oder Ausrollen. Erst wenn der Ladestand der Batterie unter ein gewisses Mindestniveau fällt, wird der Ottomotor in diesen Phasen nicht mehr abgeschaltet. Die Taste „EV“ (Electric Vehicle) verhindert das agile Starten des Verbrennungsmotors. Bei der Version ohne Plug-In beträgt die rein elektrische Reichweite bei voller Antriebsbatterie maximal zwei Kilometer bei 50 km/h oder vier Kilometer bei 25 km/h, wenn der Ottomotor abgeschaltet ist. Auch kann der Verbrennungsmotor ohne Komfortverlust immer dann abgeschaltet werden, wenn er nur mit schlechtem Wirkungsgrad betrieben werden könnte, also bei geringer oder ohne Last (Leerlauf) oder bergab. Segeln – Fahren bei abgeschaltetem Verbrennungsmotor – kann der Prius III bis ca. 70 km/h, in Plugin-Hybrid-Ausführung bis ca. 85 km/h, der Prius IV bis 110 km/h, was über dem amerikanischen Tempolimit von 65 mph (107 km/h) liegt.

### Elektronische Steuerung, Nebenverbraucher
Der Prius ist teilweise Drive-by-Wire-gesteuert: Die elektrohydraulische Bremse, der Wählhebel für den Fahrmodus und das Gaspedal wirken vollständig über elektronische Steuerungen. Zum Bremsen gibt es zusätzlich ein hydraulisch-mechanisches Notfallsystem, damit noch gebremst werden kann, wenn die Fahrzeugelektrik ausfällt. Alle Nebenverbraucher, die auch beim Fahren mit ausgeschaltetem Verbrennungsmotor benötigt werden, haben elektrische Antriebe: eine Klimaanlage mit variabler Drehzahl, die Servolenkung und eine zusätzliche elektrische Wasserpumpe. Eine herkömmliche Lichtmaschine benötigt der Prius nicht, da beide elektrischen Antriebsmotoren auch als Generator fungieren können. Die Batterie für das 12-Volt-Bordnetz wird über eine Ladeelektronik aus der Antriebsbatterie geladen. Der bis einschließlich Prius II noch vorhandene Keilriemen trieb lediglich die Hauptwasserpumpe an. Der Prius III hat keine Riemenantriebe mehr.

### Klimaanlage
Den Scrollverdichter der Klimaanlage treibt ein Drei-Phasen-Drehstrommotor an. Er kann so unabhängig vom Verbrennungsmotor flexibel betrieben werden, was die Effizienz des Systems erhöht. Das Öl, mit dem der Verdichter geschmiert wird, durchströmt auch die Motorwicklungen des Antriebsmotors und muss deshalb einen hohen Isolationswiderstand haben. Deshalb wird ein spezielles Öl (ND11) verwendet. Die Klimaanlage des Prius darf nicht mit Geräten gewartet werden, mit denen hygroskopische PAG-Öle (Polyalkylenglykole) verarbeitet werden. Gemäß SAE J2843 muss das Öl im Kreislauf eine PAG-Kontamination von unter 0,1 % aufweisen; 1 % PAG-Öl führt zu einem Abfall des Isolationswiderstandes etwa um den Faktor 10. Die Kontamination des Systems mit PAG-Öl hätte dann den Defekt des Klimakompressormotors zur Folge.

### Garantiezeiten
Auf die Batterie und die anderen Komponenten des Hybridantriebs gewährte Toyota beim Prius der zweiten Generation eine Garantie von acht Jahren oder 160.000 km Laufleistung. Für den ab Juni 2009 erhältlichen Prius der dritten Generation gelten in Deutschland fünf Jahre oder 100.000 km für den Hybridantrieb, in den USA aber weiterhin die früheren Garantiebedingungen.

## Modelle
Die erste Generation des Prius (NHW10) wurde Ende 1997 in Japan auf den Markt gebracht. Die Modelle der ersten Generation werden auch als Prius I bezeichnet, während das direkte Nachfolgemodell NHW20 die Bezeichnung Prius II trägt. Alle Generationen unterscheiden sich in den verwendeten Komponenten der Hybridtechnik.

### Prius I (NHW10/NHW11, 1997–2003)
Im Dezember 1997 begann der Verkauf der ersten Generation des Toyota Prius in Japan. Der Ottomotor leistete 43 kW (58 PS), der Elektromotor 30 kW (40 PS). Die Batterie war eine Baugruppe, die die Wagenbreite ausfüllte und bestand noch aus herkömmlichen runden Batteriezellen. Der Toyota Prius war das erste Großserienmodell mit Hybridantrieb.
Mitte 2000 wurde eine überarbeitete Version des Prius (NHW11) eingeführt, die auch außerhalb von Japan vermarktet wurde.
Das Äußere hatte sich nur unwesentlich verändert. So wurde beispielsweise die Kofferraumklappe mit einer Abrisskante versehen. Die Leistung des Ottomotors ist auf 53 kW (72 PS), die des Elektromotors auf 33 kW (44 PS) erhöht worden. Ebenso wurde die Energiekapazität des mit neuen speziell entwickelten Flachzellen bestückten Nickel-Metallhydrid-Akkus vergrößert, um die Effizienz des THS (Toyota Hybrid System; siehe Hybrid Synergy Drive) zu verbessern.

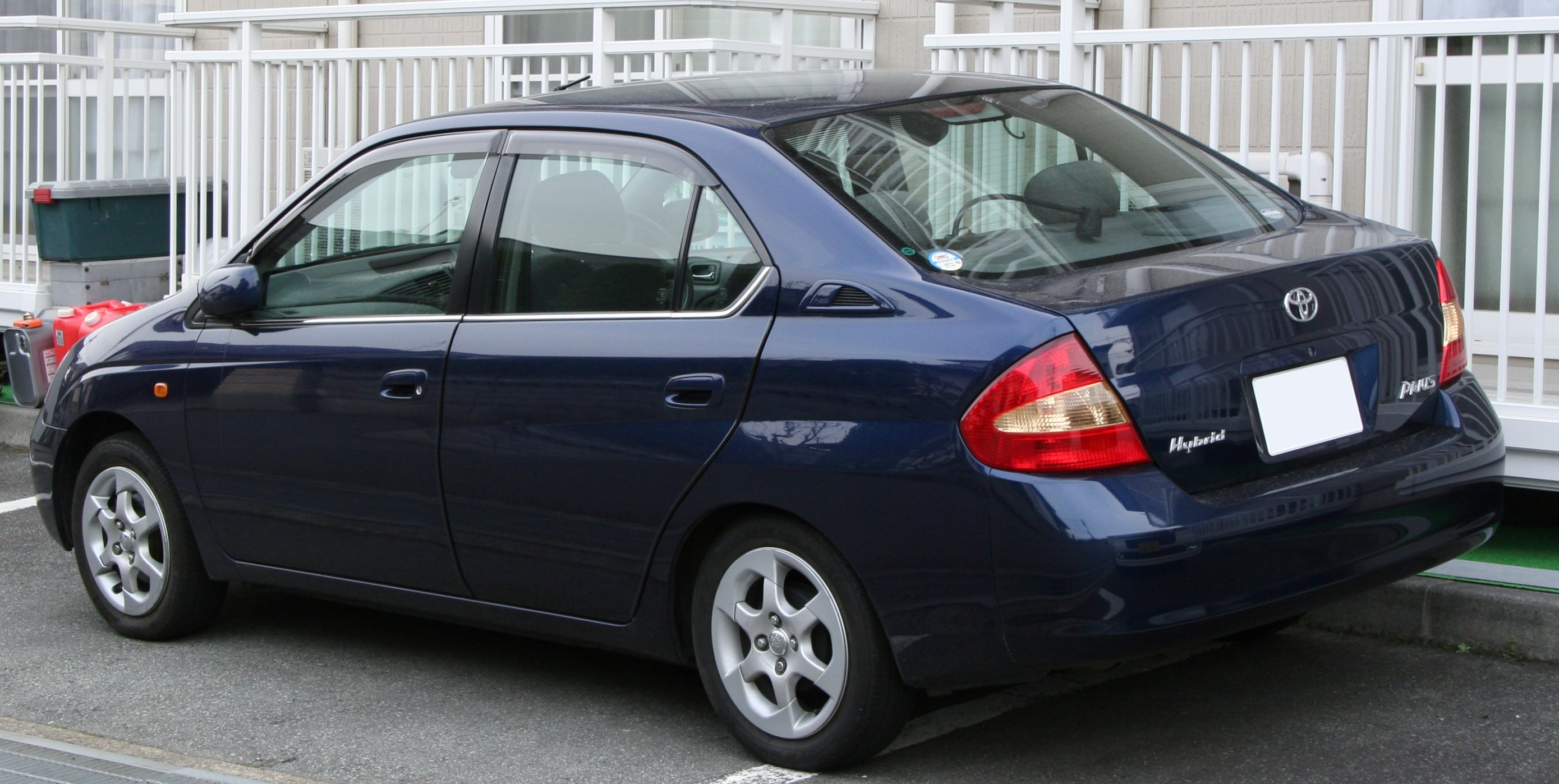
Heckansicht

Der Normverbrauch nach Werksangabe beträgt 5,1 Liter Superbenzin auf 100 km. In den USA wurde im Benzintank des Prius eine flexible, synthetische Blase integriert, die sich dem Benzinvolumen anpasst. Dies minimiert den Lufteinschluss im Tank und damit Treibstoffverdunstungen, die beim Tanken entweichen. Dies ist in Europa nicht notwendig, da die Benzindämpfe hier wegen des verwendeten Gasrückführungs- und Gaspendelsystems nicht entweichen.

### Prius II (NHW20, 2003–2009)
Ende 2003 erschien ein neuer Prius, der sich sowohl im Aussehen als auch in der Technik von den Vorgängern unterschied. Die Scheinwerfer sind weiter nach oben gezogen, das Heck wurde zu einem Schrägheck umgestaltet. Das THS ist dem als Hybrid Synergy Drive (HSD) vermarkteten THS-II gewichen. Im Herbst 2005 wurde eine dezente Modellpflege durchgeführt.
Der in den USA vermarktete Prius unterscheidet sich in technischen Details zu dem im Rest der Welt verfügbaren Modell. So ist dieser mit einem CHSS (englisch Abkürzung für Coolant Heat Storage System) ausgestattet. Vor dem Start wird der Ottomotor durch das im Speicher gehaltene warme Kühlwasser angewärmt, wodurch die emissionsreiche Warmlaufphase verkürzt wird. Aufgrund des in den USA nicht angewandten Gasrückführungs- und Gaspendelsystems ist der Benzintank wie beim NHW11 mit einer flexiblen Blase ausgestattet, die Verdunstungsemissionen minimiert. An den Hinterrädern sind die US-Modelle mit Trommelbremsen ausgerüstet, die für die begrenzte Höchstgeschwindigkeit ausreichend sind. Die europäischen Prius können – entsprechende Bedingungen vorausgesetzt – zusätzlich vom Benutzer per Tastendruck ausgelöst in den EV-Modus wechseln, in dem das Auto ausschließlich mit Hilfe elektrischer Energie aus dem NiMH-Akku bewegt wird. Automatisch tut der Wagen das immer dann, wenn die Steuerung es für sinnvoll hält.

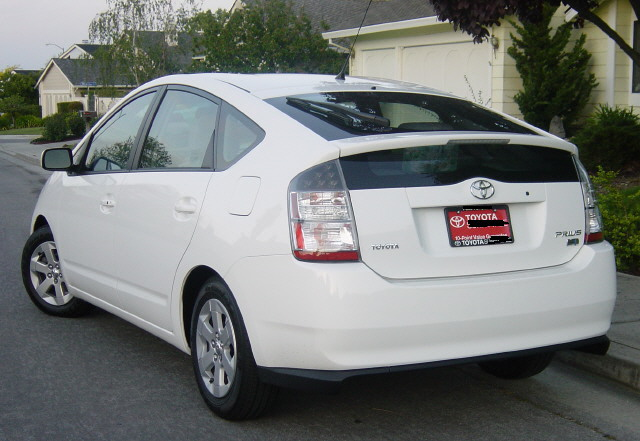
Heckansicht

Der Ottomotor arbeitet mit Ventilsteuerzeiten, bei denen die Einlassventile erst sehr spät schließen und dadurch ein Teil des Gemischs wieder in den Ansaugtrakt zurückbefördert wird. Daher kann der Motor trotz eines mechanischen Verdichtungsverhältnisses von 13:1 mit normalem Superbenzin betrieben werden. Das Atkinson-Zyklus genannte Verfahren erhöht den Wirkungsgrad.
Das Getriebe des Prius hat eine Leistungsverzweigung, das heißt über ein Planetengetriebe werden die Drehmomente des Ottomotors und der Elektromotoren überlagert und auf die Vorderräder verteilt. Die Drehzahl des Ottomotors wird mit Hilfe des Generators und der Elektromotoren rein elektrisch und vollkommen stufenlos geregelt. Das Beschleunigungsverhalten entspricht daher einem Auto mit stufenlosem Getriebe (CVT, Continuously Variable Transmission).
Bei der Modellpflege  des Modelljahrs 2006 veränderte Toyota das Äußere des Fahrzeugs, erhöhte die Steifigkeit der Karosserie, stimmte das Fahrwerk neu ab und bot die Option einer Rückfahrkamera mit Parkassistent. Eine horizontal geteilte Heckscheibe hatten vor dem Prius der Lamborghini Espada, der Honda CRX in zweiter Generation, der Audi A2 und der Pontiac Aztek.

#### Verbrauchstest
Der Normverbrauch des Prius II beträgt laut Werksangaben 4,3 Liter bleifreies Superbenzin je 100 km, was einer CO2-Emission von 104 g/km entspricht. Im sogenannten „CO2-Marathon“ ermittelte der ADAC einen Praxisverbrauch von 5,8 l/100 km, was eine CO2-Emission von etwa 136 g/km bedeutet, womit er bezüglich CO2-Effizienz am besten abschnitt.
Die im „Ecotest“ auf dem ADAC-Prüfstand gemessene CO2-Emission betrug 119 g/km, der Verbrauch lag bei 5,02 l/100 km. Die Verbrennung eines Liters Benzin erzeugt etwa 2.360 g CO2.

### Prius III (ZVW30, 2009–2016)
| Sterne im Euro-NCAP-Crashtest |

Im Rahmen der North American International Auto Show stellte Toyota im Januar 2009 die dritte Generation des Toyota Prius vor. Dieser kam am 18. Mai 2009 auf den japanischen Markt. Bis zum Februar 2010 wurden mehr als 300.000 Exemplare in mehr als 60 Ländern verkauft. In Japan war es 2009 das meistverkaufte Fahrzeug.
Das Hybridsystem wurde zu 90 Prozent neu entwickelt, wodurch es um 20 Prozent leichter wurde. Das Gesamtgewicht des Fahrzeugs liegt allerdings – abhängig von der gewählten Ausstattung – etwa 70 kg über dem des Vorgängers. Toyota begründet dies mit Änderungen an der Karosserie, um die Crashsicherheit zu verbessern. Elektrik- und Elektronik-Komponenten wurden neu entwickelt. Der mit einem neuen Kühlsystem ausgestattete Spannungswandler wurde leichter und die Effizienz der Leistungselektronik verbessert.

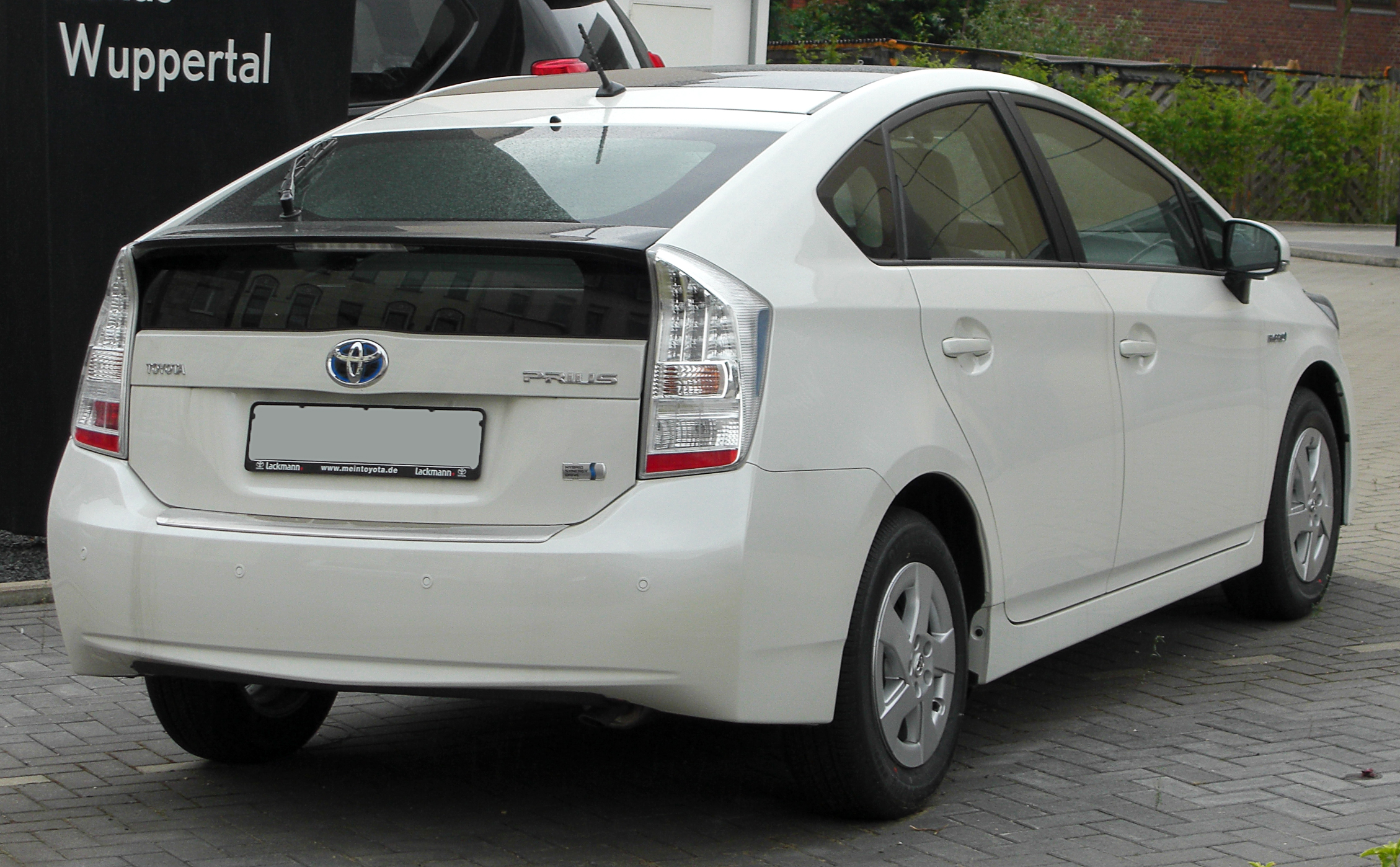
Heckansicht

Der neu entwickelte Viertakt-Motor (Typ 2ZR-FXE) wird weiterhin mit Atkinson-Zyklus betrieben und leistet statt vorher 58 kW nun 73 kW, was eine von 82 kW auf 100 kW (etwa 136 PS) gesteigerte Systemleistung ergibt. Durch die Vergrößerung des Hubraums auf 1,8 Liter wurde das Drehzahlniveau und damit der Verbrauch insbesondere bei höheren Geschwindigkeiten gesenkt. Die Abgaswärme wird zur Erwärmung der Motorkühlflüssigkeit verwendet, was die Dauer der Kaltlaufphase und damit den Kraftstoffverbrauch verringert. Der Motor hat keinen Keilriemen mehr, auch die Kühlwasserpumpe wird elektrisch angetrieben.

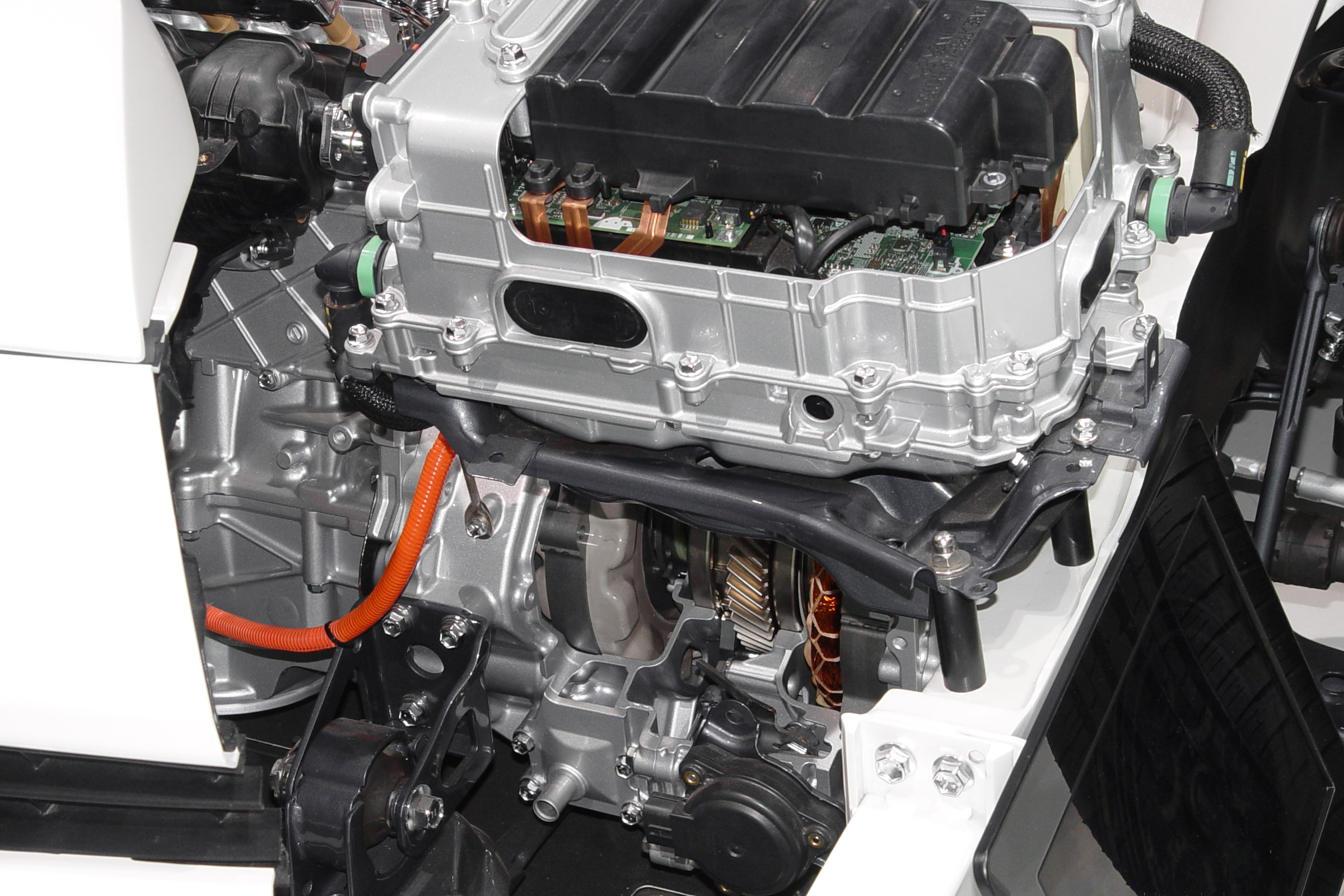
Leistungselektronik

Der das Fahrzeug hauptsächlich antreibende Elektromotor MG 2 leistet statt vormals 50 kW nun 60 kW und wurde leichter. Das Drehmoment dieses Elektromotors wurde von 400 auf 207 Nm reduziert; jedoch wurde das Drehzahlniveau verdoppelt und der Elektromotor mit einem integrierten Untersetzungsgetriebe ausgestattet. Es stehen vier Fahrmodi zur Verfügung: Rein elektrisch, Standard, Eco und Power.
Das Design wurde nur maßvoll verändert, so dass der Prius auch weiterhin auf den ersten Blick erkennbar ist. Die Karosserie bietet den Fondpassagieren unter anderem durch Umgestaltung der Rückenlehnen und der Dachlinie mehr Platz. Eine geänderte Form der Ni-MH-Akkus vergrößert den Kofferraum. Radstand und Höhe des Fahrzeugs sind unverändert geblieben. Ein geringerer Luftwiderstand wurden unter anderem durch die Verkleidung des Unterbodens erzielt.
Mit dem neu entwickelten Hybridsystem konnte trotz der Leistungssteigerung der Durchschnittsverbrauch im US-Verbrauchszyklus von vorher 5,1 l/100 km auf 4,7 l/100 km (50 MPG) gesenkt werden.
Der Verbrauch im „neuen europäischen Fahrzyklus“ (NEFZ) liegt bei 3,9 l/100 km (innerorts: 3,9 l; außerorts: 3,7 l).
Als Option ist für den Prius ZVW30 ein Solar-Schiebedach verfügbar. Es ermöglicht eine Belüftung des stehenden Fahrzeugs bei starker Sonneneinstrahlung, ohne dass das Hybridsystem eingeschaltet sein müsste.

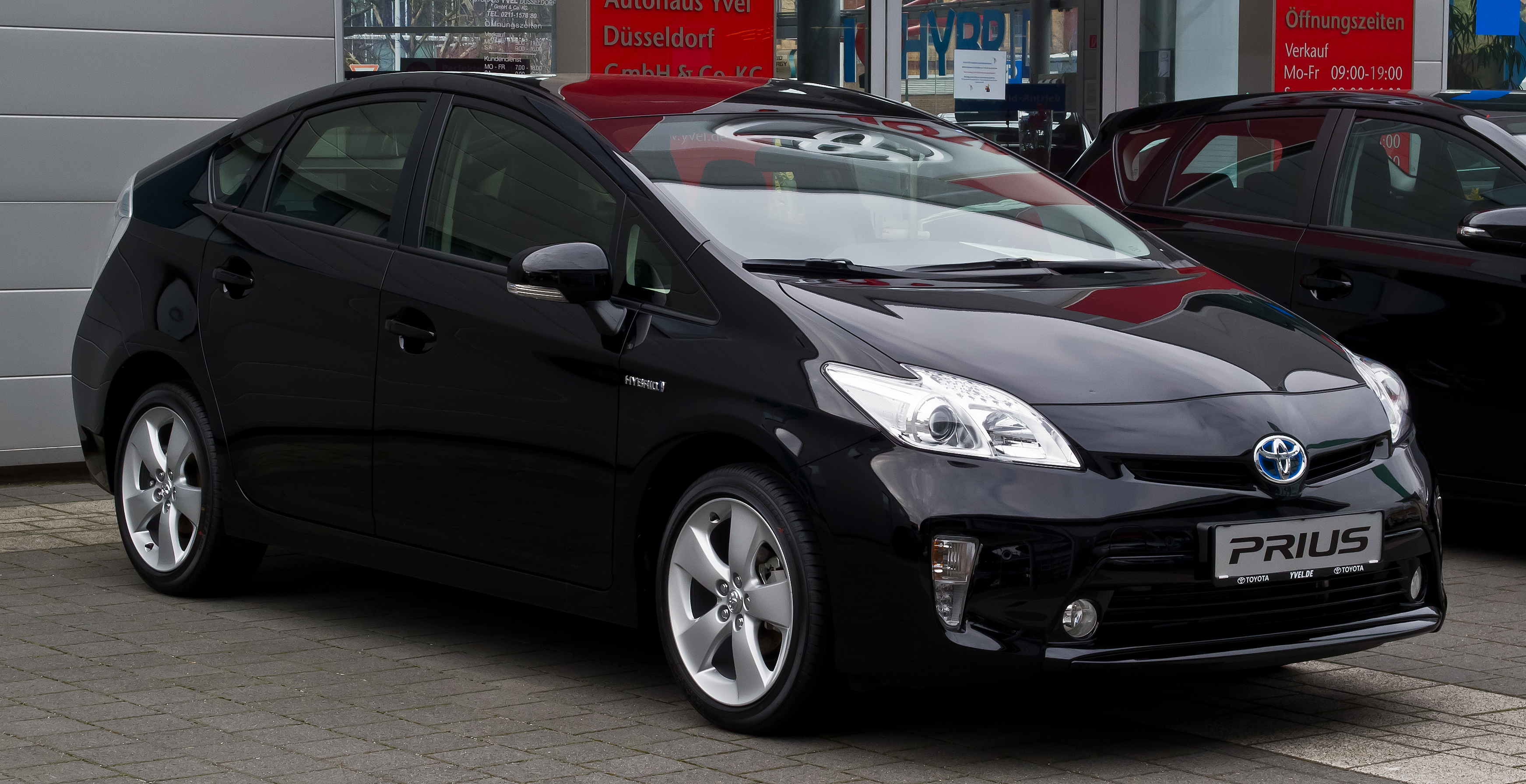
Toyota Prius (2012–2016)

Im Februar 2010 hat Toyota die bis dahin gebauten Prius-Modelle der dritten Serie zum Software-Update des Antiblockiersystems in die Werkstätten zurückgerufen. Bei nur leichtem Druck auf das Bremspedal auf holpriger oder rutschiger Fahrbahn in einem Geschwindigkeitsbereich zwischen 3 und 6 km/h hatte das Steuersystem Probleme, sich zwischen dem Einsatz der hydraulischen Bremsanlage und der Bremsenergierückgewinnung zu entscheiden, wodurch die Bremswirkung um bis 0,2 Sekunden verzögert einsetzen konnte. Der Prius hat Scheibenbremsen an allen Rädern, wobei die vorderen innenbelüftet sind. Das Fahrwerk hat eine MacPherson-Vorderradaufhängung und eine Verbundlenker-Hinterachse.

#### Modellpflege
Am 21. April 2012 erfolgte die Markteinführung des überarbeiteten Prius.
Im Rahmen der Modellpflege wurde der untere Lufteinlass an der Front vergrößert, die Nebelscheinwerfer in diesem Einlass platziert und die Heckleuchtengrafik verändert. Der obere Lufteinlass war nun eckig ausgeführt. Auf technischer Seite gab es bei Fahrwerk und Lenkung Veränderungen, die Karosseriesteifigkeit wurde erhöht und die Dämmung verbessert.
Der Prius 1.8 erreicht die Schadstoff-Einstufung Euro 5 und stößt 89 g CO2/km (Herstellerangabe) aus.

### Prius Plug-in Hybrid (2010–2016)

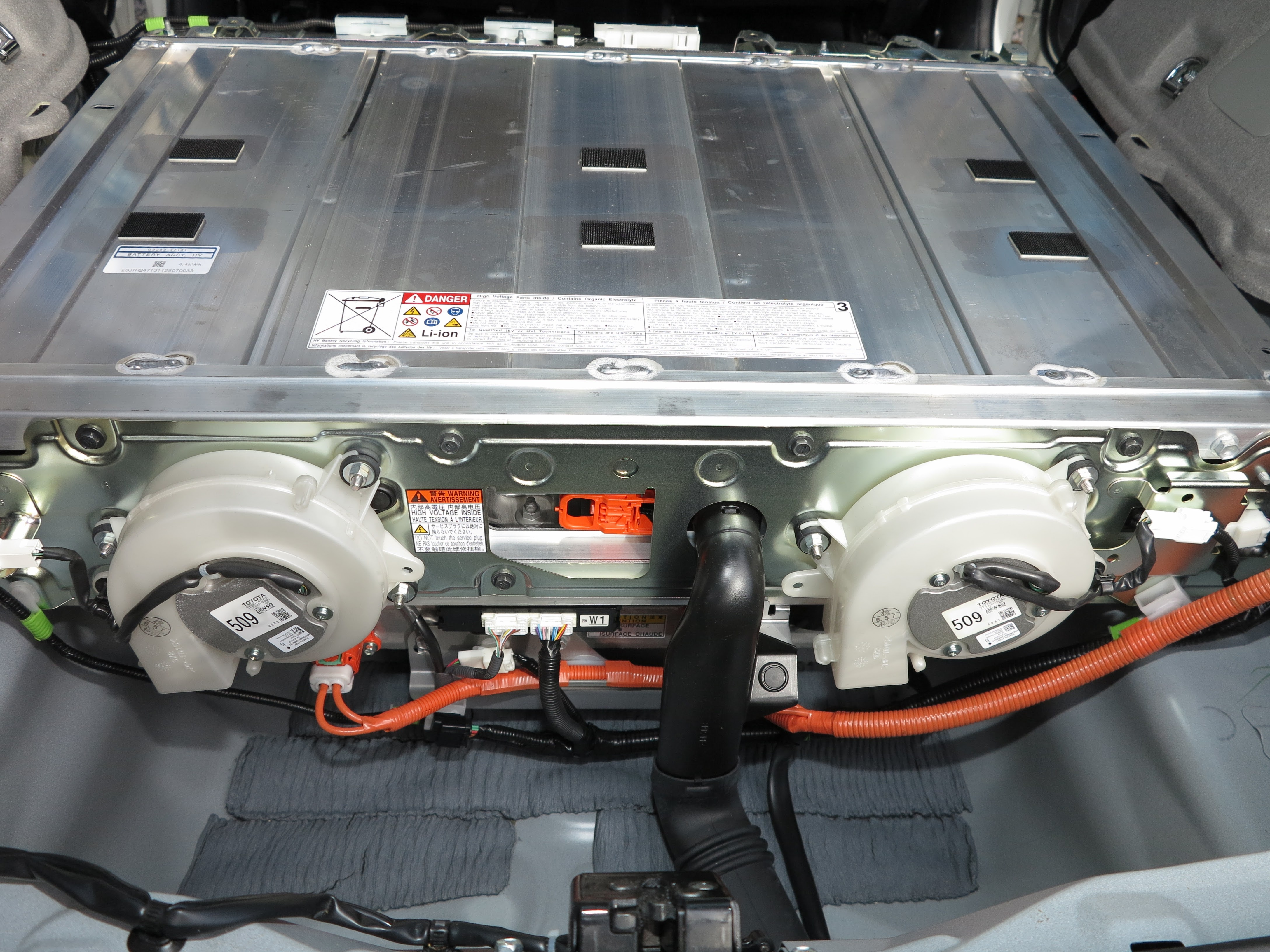
Prius Plug-in Lithium-Ionen-Akkumulator Serienausführung

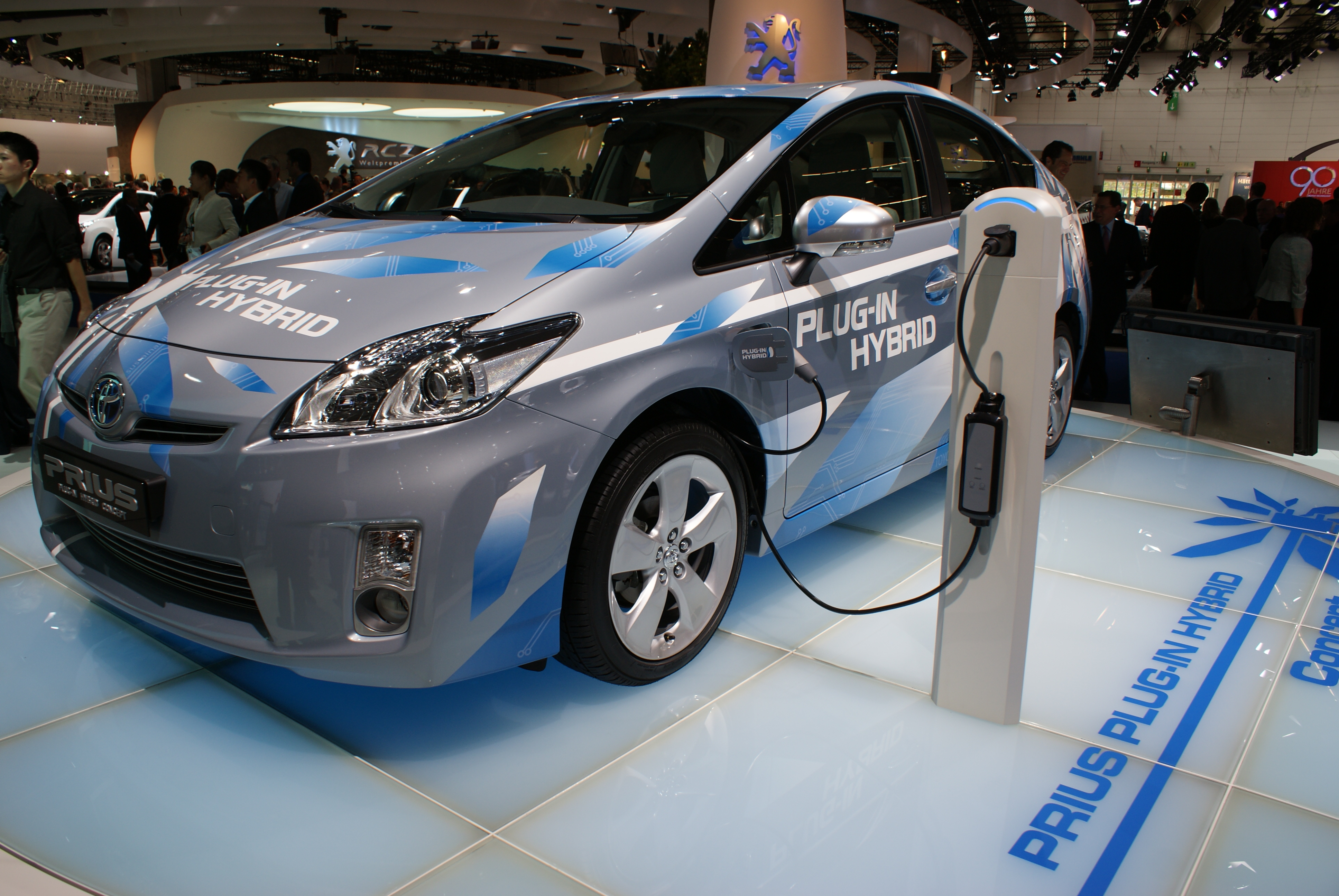
Toyota Prius Plug-In Hybrid Vorserienmodell mit Ladeanschluss vor der Fahrertür

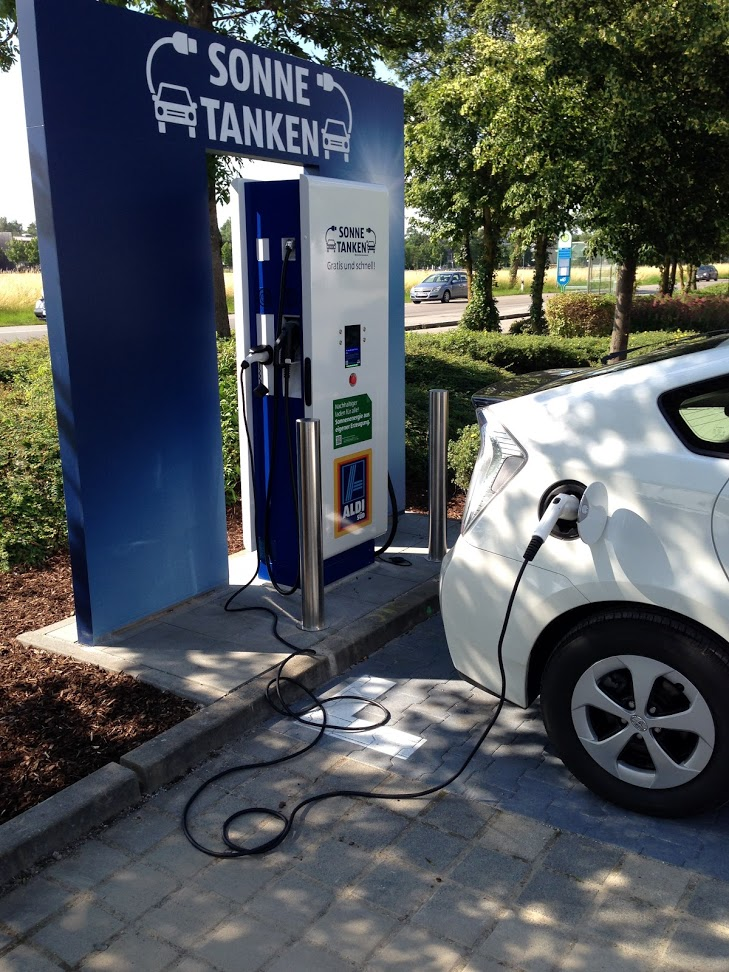
Toyota Prius Plug-In Hybrid Serienmodell. Ladevorgang an einer Deutschen Photovoltaikanlage (Typ II auf Typ I Ladekabel)

Der Toyota Prius Plug-in Hybrid (oder Prius PHV, basiert auf der Toyota Prius III XW30) Plattform und ist, anders als der Standard-Prius mit seinem 1,3-kWh-Nickel-Metallhydrid-Akkumulator, mit einem 4,4-kWh-Lithium-Ionen-Akkumulator ausgestattet, um besser Energie rückgewinnen zu können. Gegenüber dem normalen Prius III mit seiner rein elektrischen Höchstgeschwindigkeit von etwa 50 bis 67 km/h je nach Last, reicht das elektrische Geschwindigkeitsband des PHV bis 85 km/h. Darüber hinaus unterstützt der über ein Planetengetriebe an den Antriebsstrang gekoppelte Ottomotor nahtlos den Fahrzeugvortrieb des PHV bis zu seiner Höchstgeschwindigkeit von etwa 185 km/h. Der Prius PHV kann durch seine größere und schnellladetaugliche Li-Ionen-Akkumulatorenbatterie wesentlich besser bei längeren Bergabfahrten Energie zurückgewinnen. Laut Toyota beträgt der CO2-Ausstoß des PHV 49 g CO2/km, wodurch der Prius Plug-in trotz geringerer elektrischer Reichweite als 50 km in die deutsche Fahrzeugklasse für gesetzliche Erleichterungen für Hybride und Elektroautos fällt.
Der Prius Plug-in ist als Parallelmodell in die Schadstoff-Einstufung Euro 5 eingruppiert.

#### Ladetechnik
Beim Prius Plug-in ist die der Tankklappe gegenüberliegende Fahrzeugseite mit einer Ladebuchse zum Anschluss eines 230-Volt-Ladekabels ausgerüstet. Die maximale Ladezeit (Laden ist an jeder mit mindestens 10 A abgesicherten 230-V-Haushaltssteckdose möglich) beträgt 1,5 Stunden. Die Prius Plug-in-Ladebuchse (Generell US-Typ-1) ist über ein handelsübliches Adapterkabel, Anschluss (und Signal) kompatibel mit dem europäischen 400 Volt Typ-2 Elektroauto-Ladestandard. Neuere CCS- oder CHAdeMO-Gleichstrom-Ladesäulen werden hingegen vom Prius Plug-in nicht unterstützt.

#### Geschichte
Toyota präsentierte auf der IAA in Frankfurt im September 2009 die auf der dritten Generation des Prius-Vollhybrid basierende Plug-in-Hybrid-Variante, den Prius Plug-in Hybrid. Der Akku wurde von 1,3 auf 4,4 kWh Kapazität vergrößert, das Fahrzeug ist dadurch um 60 kg schwerer (1505 statt 1445 kg).
2010 startete Toyota damit ein Leasingprojekt mit über 600 Fahrzeugen weltweit, davon etwa 200 in Europa (davon wiederum 20 in Deutschland) und in einem Großversuch in Straßburg (100 Prius Plug-in Hybrid, 150 Ladestationen). Ab Oktober 2012 war er auf dem deutschen Markt erhältlich.

### Prius+ (2011–2021)

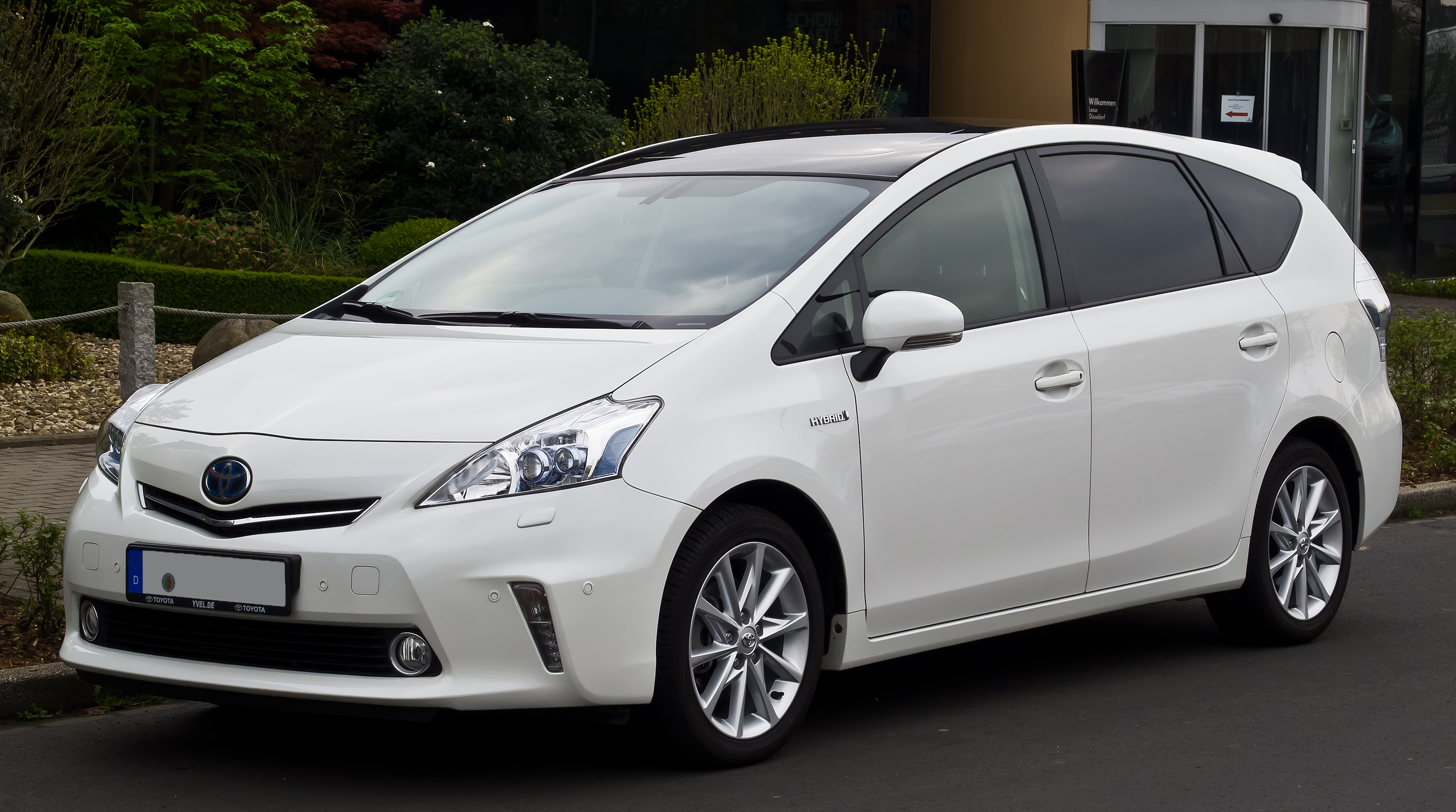
Toyota Prius+

Am 16. Mai 2011 startete Toyota in Japan den Verkauf des Prius+, einer Familien-Limousine mit bis zu 7 Sitzplätzen und Hybridantrieb, deren Hybrid Synergy Drive erstmals in Großserie mit Lithium-Ionen-Akkumulatoren ausgerüstet ist. In den USA stand er ab Spätsommer 2011 unter dem Namen „Prius V“ (V = Versatility) bei den Händlern. In Europa wurde er ab dem 16. Juni 2012 unter dem Namen „Prius+“ verkauft.

### Prius c / Aqua (seit 2012)

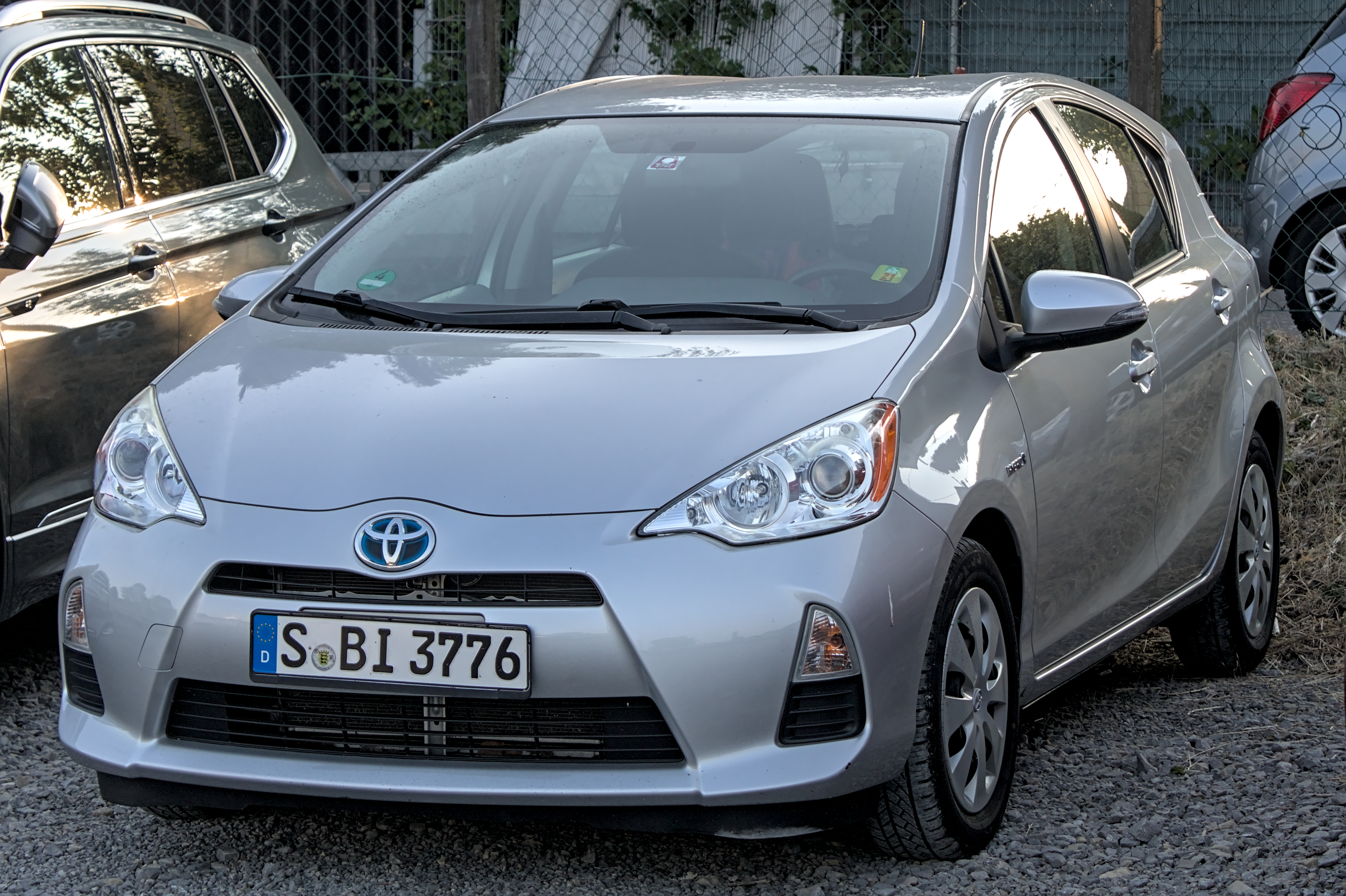
Toyota Prius c (2012)

Im Dezember 2011 startete Toyota in Japan den Verkauf des Aqua, eines Kleinwagens mit dem Hybridantrieb aus dem Toyota Yaris. In den USA stand das Fahrzeug ab März 2012 als „Prius c“ (c = city) bei den Händlern. Während der Prius c 2021 eingestellt wurde, erhielt der Aqua im gleichen Jahr auf dem japanischen Markt eine zweite Generation. In Europa wird der Kleinwagen nicht verkauft.

### Prius IV (2016–2022)
| Sterne im Euro-NCAP-Crashtest (2016) | 5 Sterne im Euro-NCAP-Crashtest |

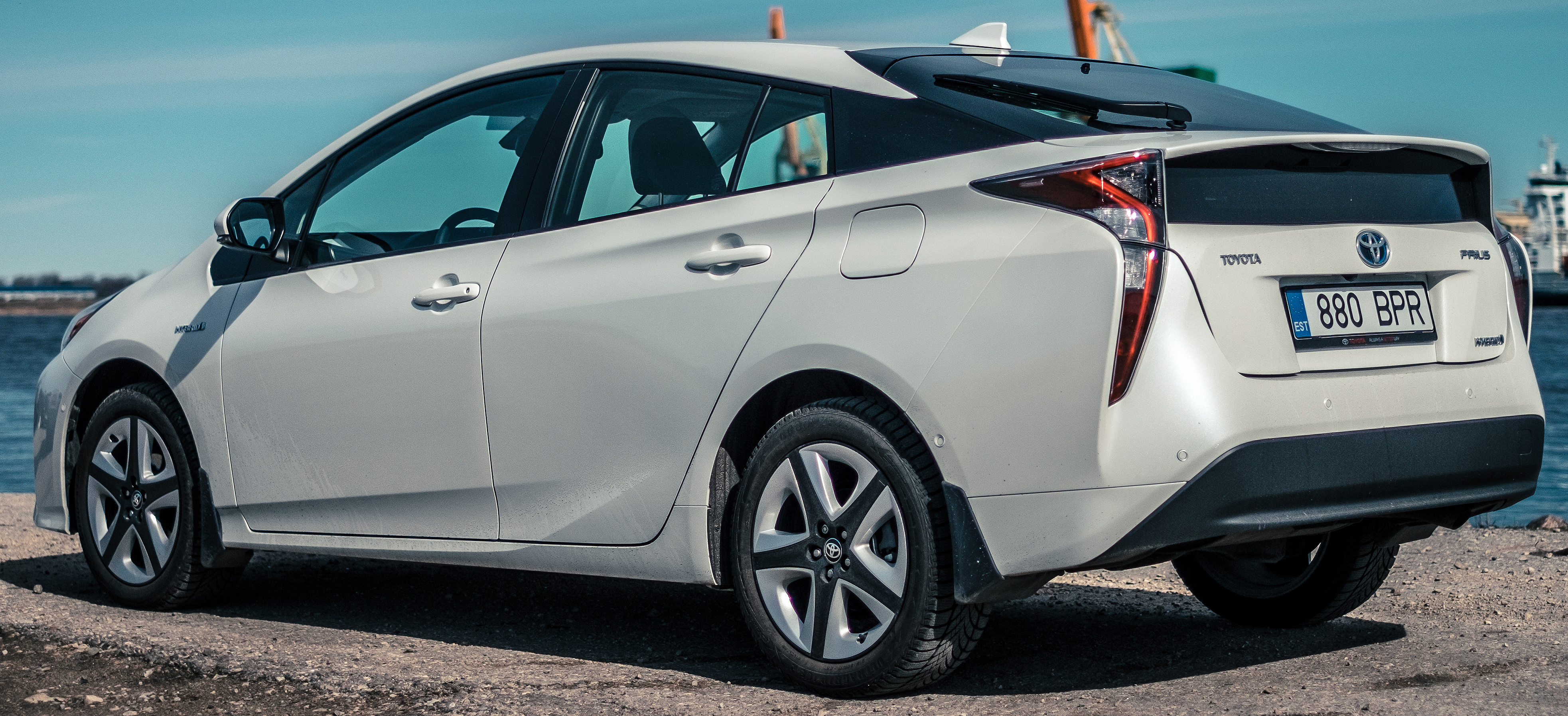
Prius IV Heckansicht (2016)

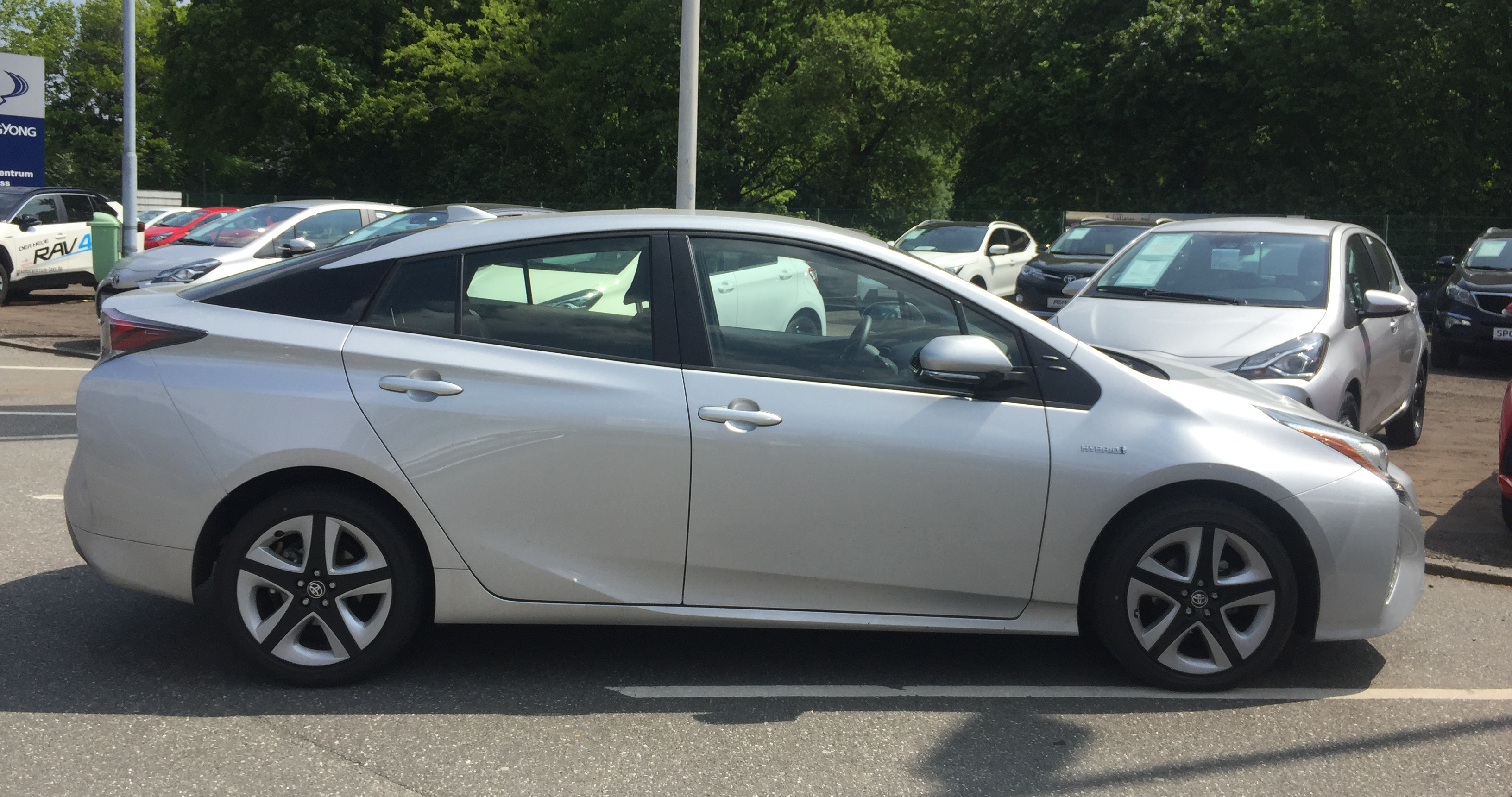
Prius IV: Die ausgeprägte Keilform in der Seitenansicht (2016)

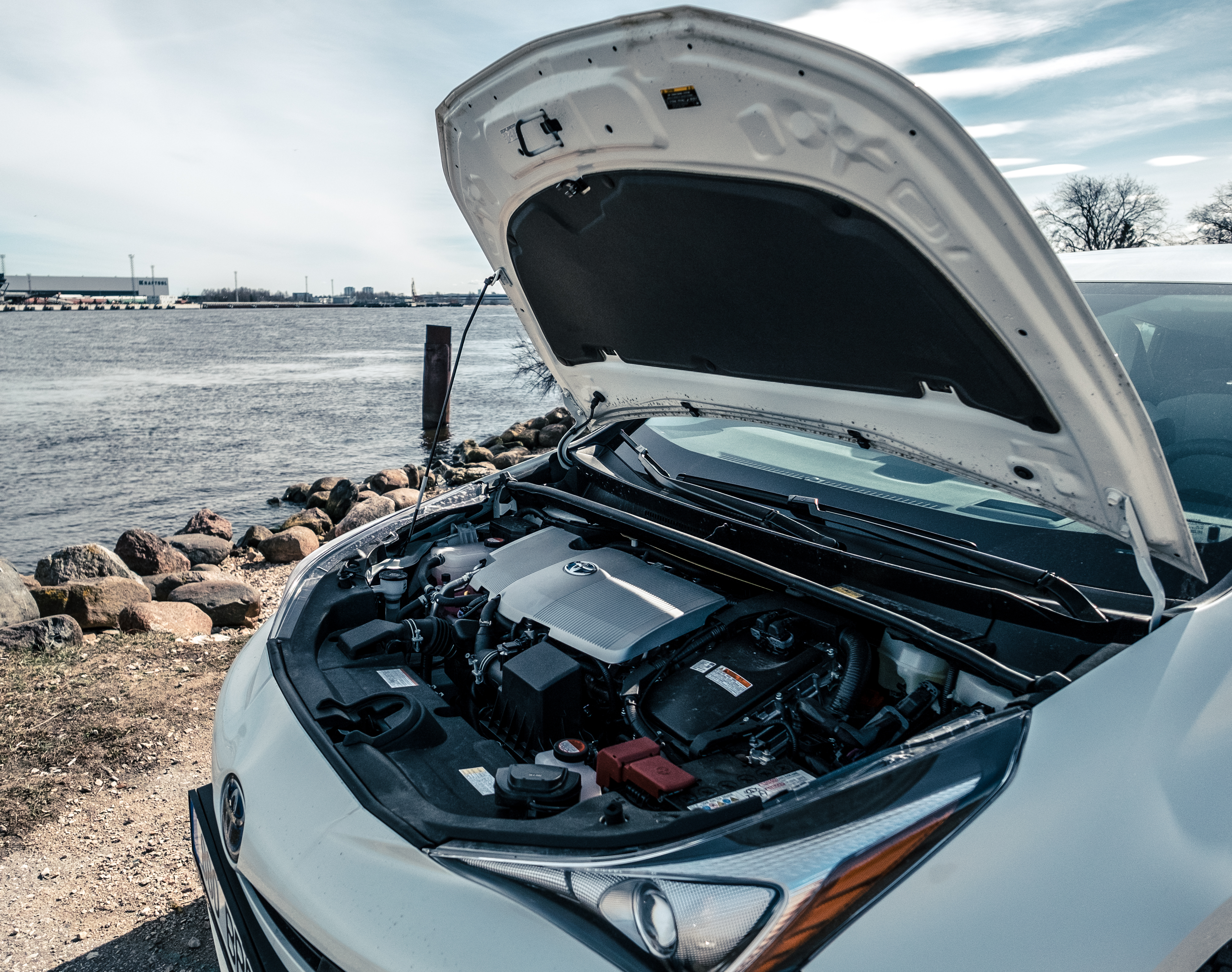
Motorraum (2016)

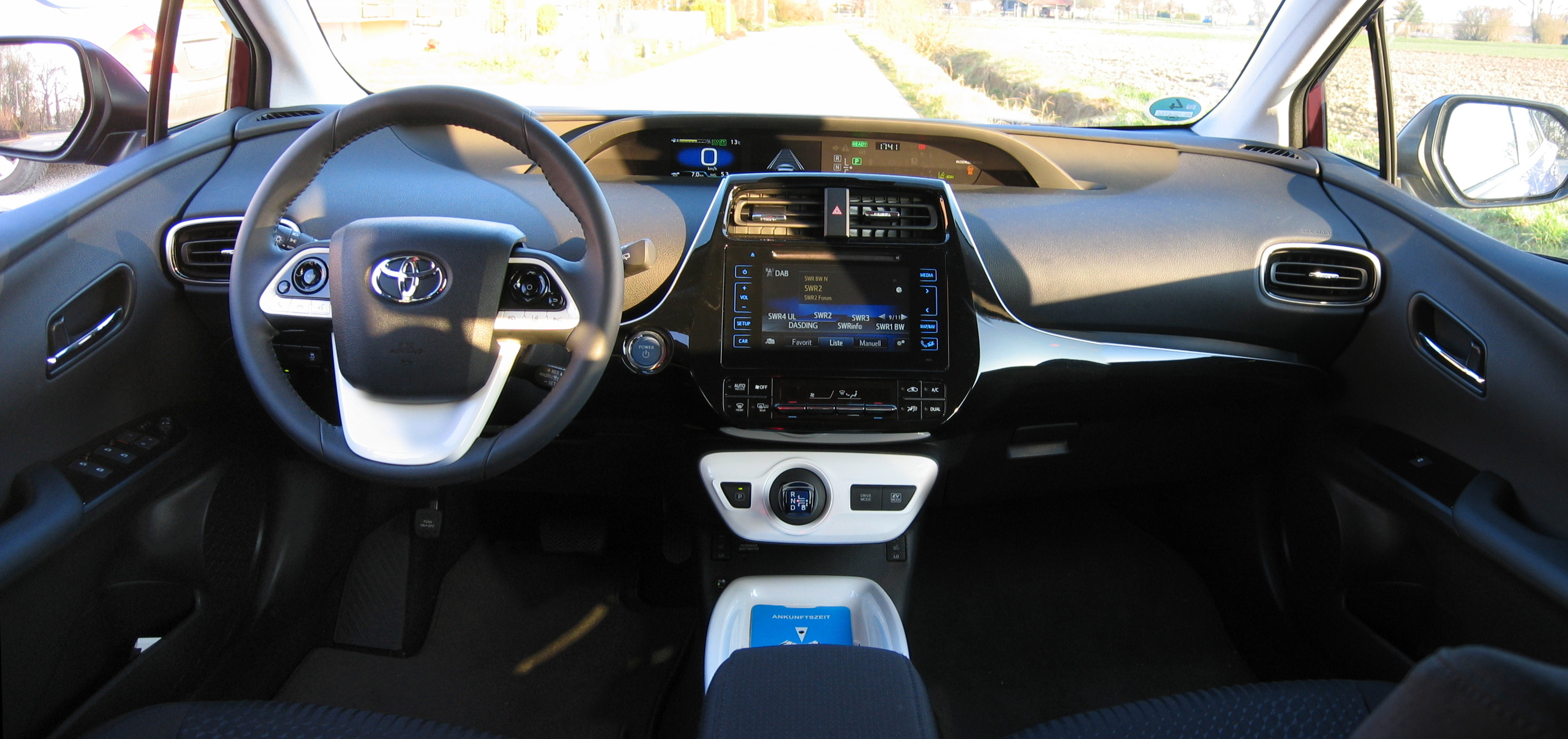
Innenraum (2016)

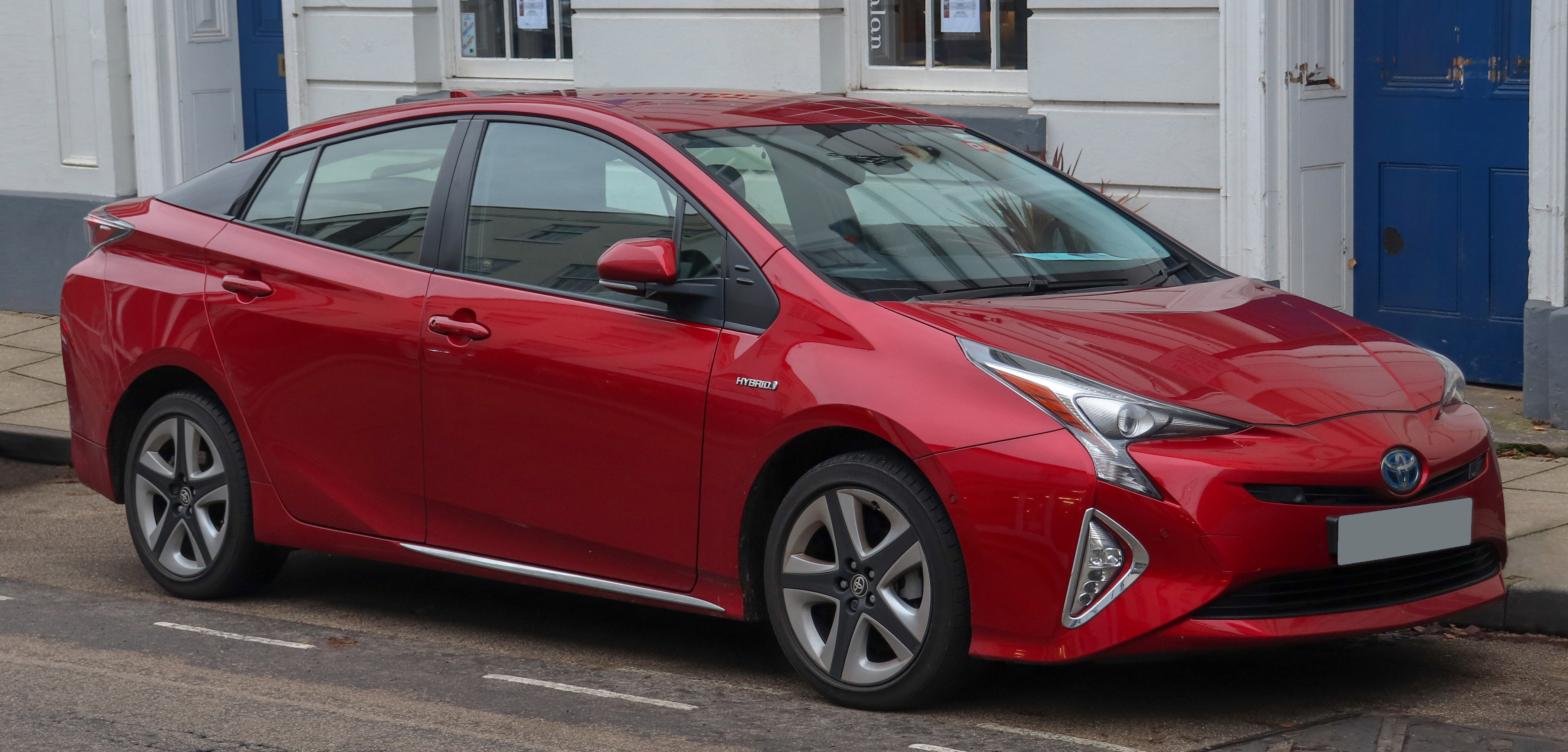
Prius IV mit Sonderausstattung Chromleisten (2016) und 17"-Felgen

Auf der Internationalen Automobil-Ausstellung im September 2015 präsentierte Toyota erstmals die vierte Generation des Prius. Der Preis stieg gegenüber dem Vorgängermodell um 1.300 € auf 28.150 € an.
Es ist das erste Modell von Toyota, das auf der neuen Plattform TNGA (Toyota New Global Architecture) aufbaut. Mit einem Luftwiderstandsbeiwert (cw) von 0,24 hat die vierte Generation einen der niedrigsten ihrer Klasse. Die Karosserie ist um 60 % steifer als die des Vorgänger-Modells. Das beim Prius III eingeführte System, bei dem die Wärme der Abgase für eine schnellere Heizung des kalten Motors verwendet wird, wurde verbessert. Der Prius bekam nun auch eine Kühlerjalousie, die eine Anströmung des Kühlers in der Warmlaufphase unterbindet. Die Kühlung des Motors wurde durch einen veränderten Verlauf der Kühlmittelleitungen verbessert. Eine veränderte Ansaugluftführung bewirkt eine bessere Füllung des Motors. Reibungsverluste werden durch veränderte Bauteile und durch die Verwendung eines besonders niederviskosen Schmiermittels um 20 % verringert. Dadurch wird ein thermischer Wirkungsgrad von 40 % erreicht (gegenüber 38,5 % beim Prius III).
Elektrische Verluste konnten ebenfalls um 20 % verringert werden. Abmessungen, Gewicht und Effizienz der Leistungselektronik wurden verbessert, und auch der Wirkungsgrad der Motorgeneratoren konnte gesteigert werden. Die Energiedichte des Akkus wurde erhöht und sein Gewicht reduziert. Er ist nun unter den Rücksitzen platziert, wodurch der Kofferraum über 500 Liter fasst.

#### Plug-in-Hybrid (2017–2019)

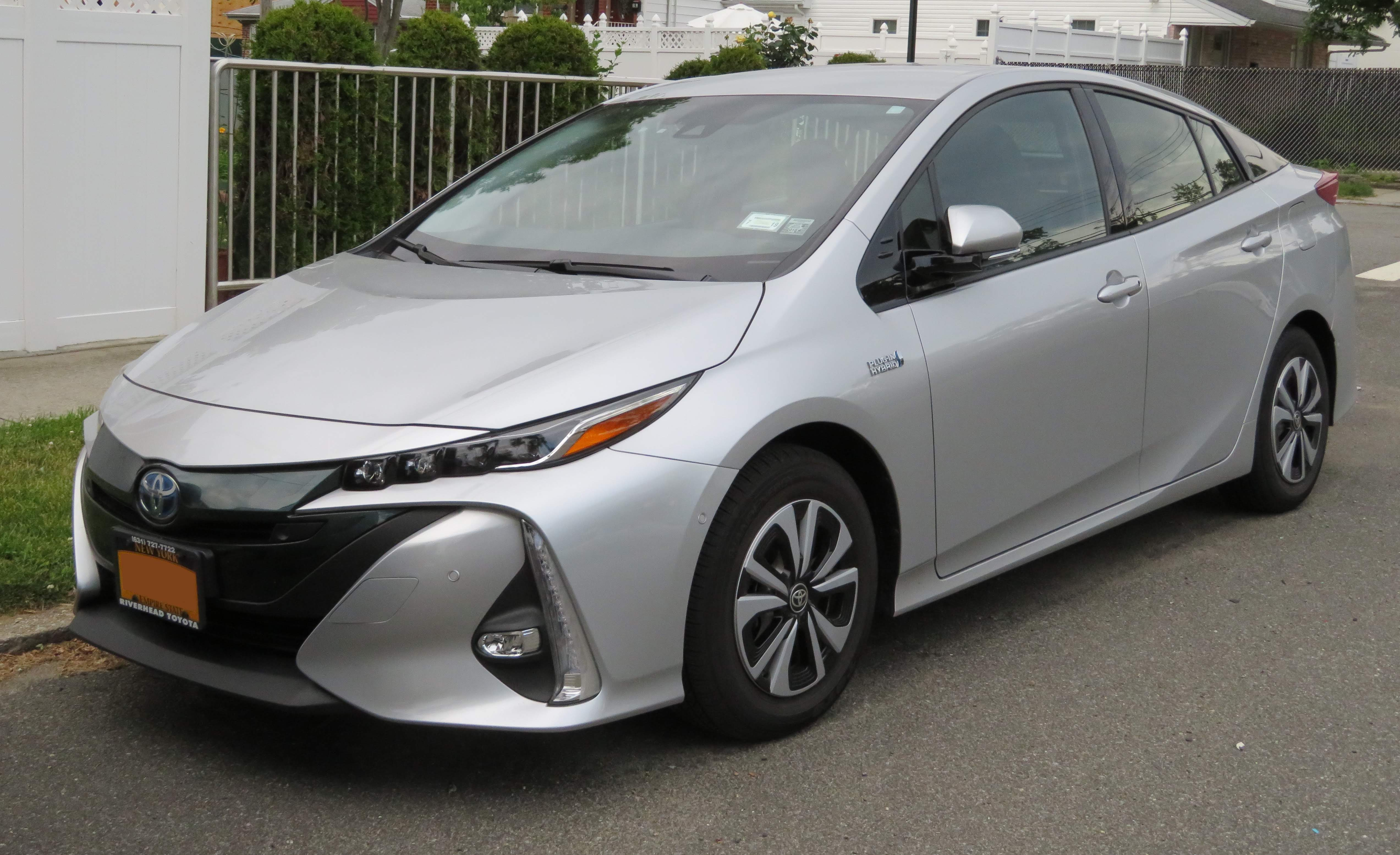
Prius Plug-in-Hybrid (2017)

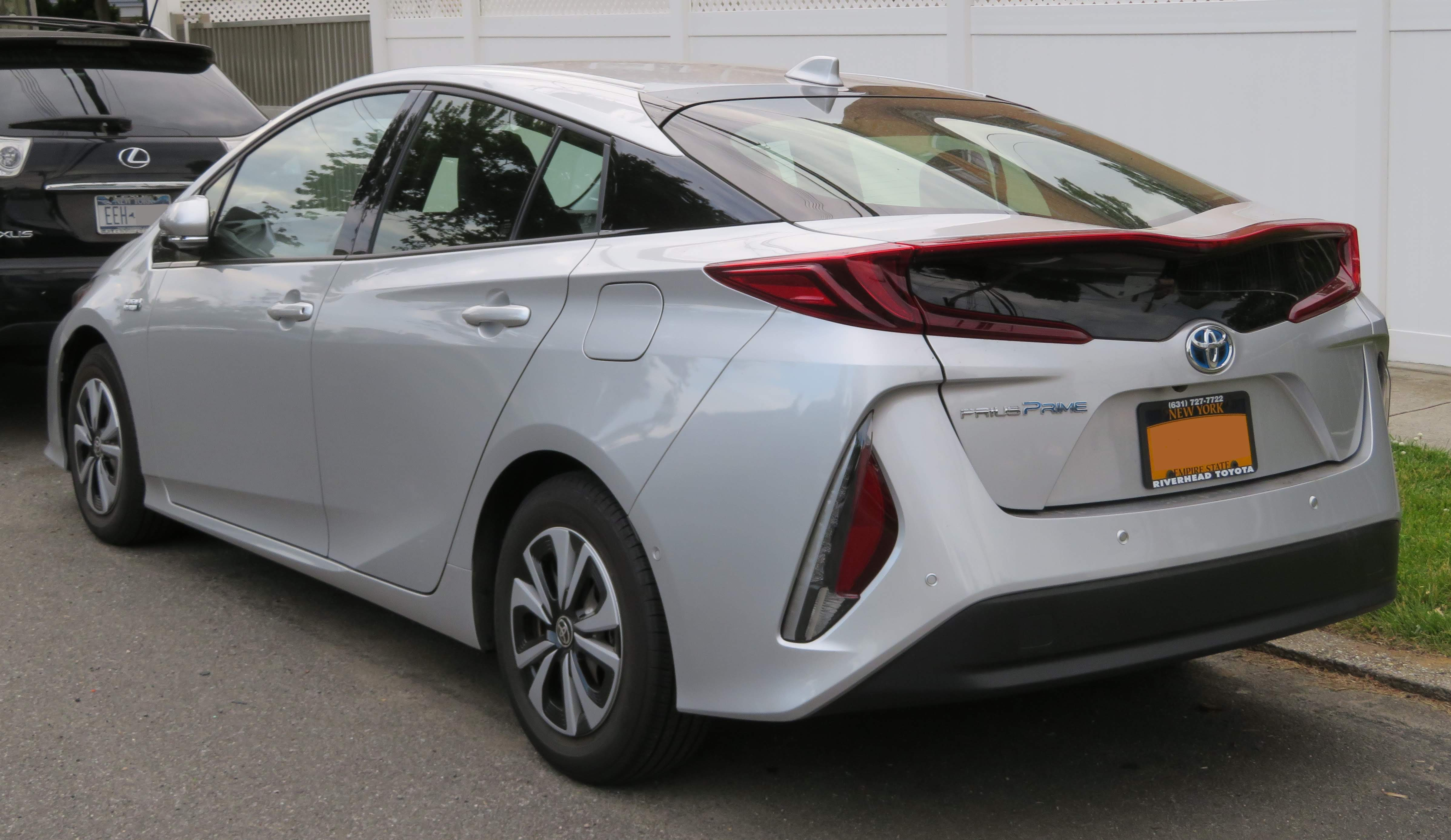
Prius Plug-in-Hybrid Heckansicht (2017)

Auf der New York International Auto Show im Frühjahr 2016 präsentierte Toyota die Plug-in-Hybrid-Version. Im Elektromodus erreicht sie eine Höchstgeschwindigkeit von 135 km/h, die Reichweite im elektrischen Fahrbetrieb verdoppelt sich gegenüber dem Vorgänger auf mehr als 50 Kilometer. Der kombinierte Kraftstoffverbrauch auf 100 Kilometer beträgt 1,0 Liter Super, was einem CO2-Ausstoß von 22 g/km entspricht. Wie schon das Plug-in-Vorgängermodell hat er einen Lithium-Ionen-Akkumulator. In Deutschland ist das im Vergleich zum normalen Prius 10,5 Zentimeter längere Fahrzeug seit Frühjahr 2017 zu Preisen ab 37.550 Euro im Handel. Optional ist für den Plug-in-Hybrid wieder ein Dach mit eingebetteten Solarzellen verfügbar.
Das Fahrwerk hat wie bei der vorigen Generation eine MacPherson-Vorderradaufhängung, die Verbundlenkerachse hinten wurde jedoch durch eine Mehrlenkerachse ersetzt, was die Fahreigenschaften deutlich verbessert.

#### Prius IV Facelift (Modelljahr 2019)

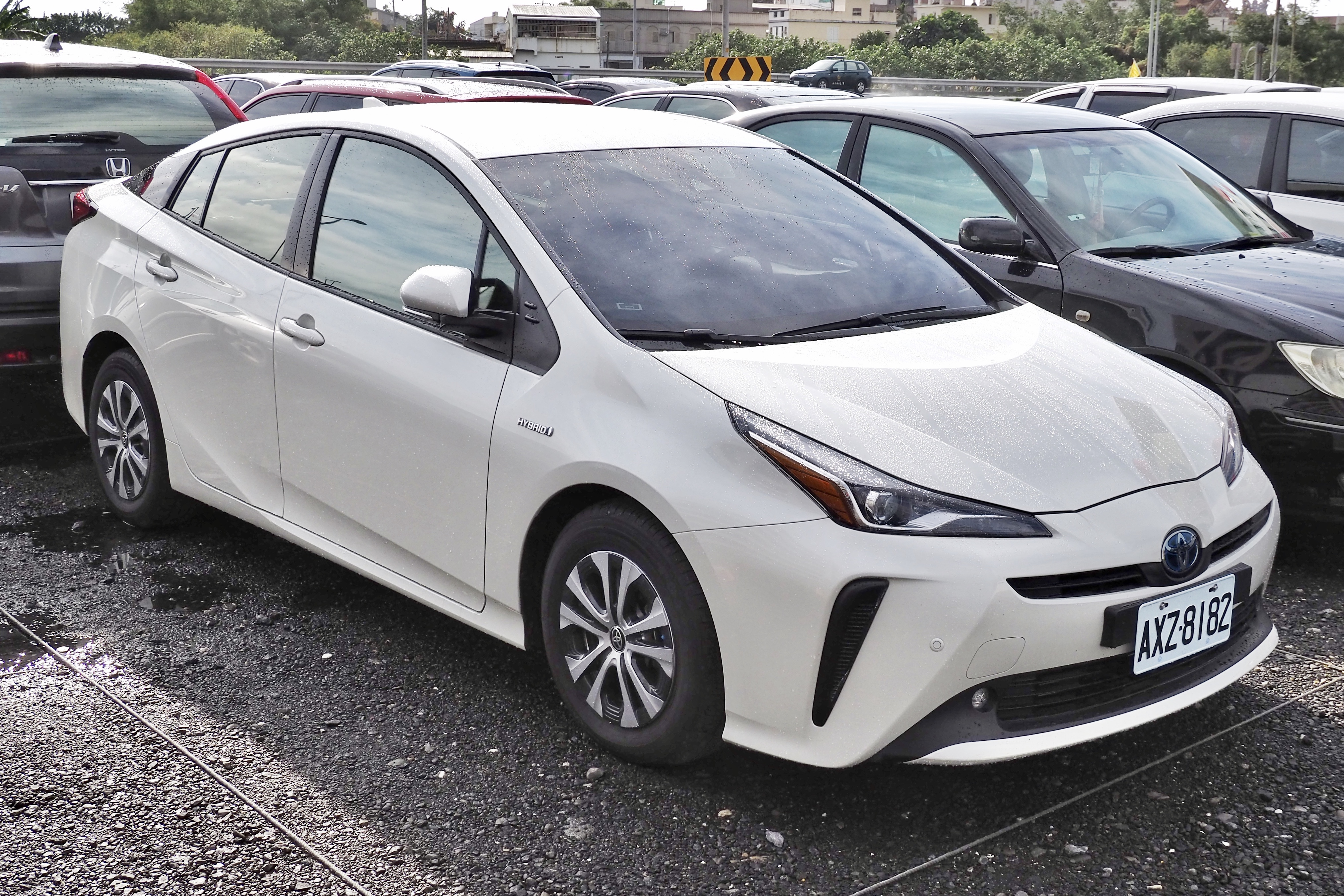
Prius IV Facelift (2019) mit 15"-Felgen

Für das Modelljahr 2019 (ab 14. März) erhielt der Prius IV ein Facelift mit neuem Design wie den neuen Scheinwerfern und Rückleuchten und neuer Technik, das am 17. Dezember 2018 in Japan vorgestellt wurde. Die Ausstattungslinien wurden überarbeitet. Im Interieur gibt es leichte Veränderungen so sind zum Beispiel die Knöpfe der Sitzheizung besser erreichbar, die Wireless-Charging-Platte ist größer. Die Farbgestaltung vom Lenkrad und Schalthebel haben sich leicht verändert. Lautstärke- und Temperatur- kapazitive Druckknöpfe der Mittelkonsole wurden durch Drehknöpfe getauscht. Zu den Änderungen gehören auch zwei neue Lackierungen (Emotional Red und Aqua Breeze), neue 17-Zoll-Aluminiumräder und geänderte Radkappen der 15-Zoll-Räder.
Die neue Version hat optional eine elektrisch angetriebene Hinterachse, so dass sich ein Allradantrieb namens AWD-e ergibt. Die Hinterachse wird von einem zusätzlichen Elektromotor angetrieben, der nur 5,3 Kilowatt (7,2 PS), aber ein hohes Drehmoment (nach Werksangaben 570 Nm bei einem Übersetzungsverhältnis von 10,4) bietet. Der Hinterachsantrieb schaltet sich beim Anfahren automatisch zu. Dies geschieht bei normalen Straßenverhältnissen bis zu 10 km/h, auf nasser und vereister Straße zwischen 10 und 70 km/h. Der Prius AWD-e hat einen Nickel-Metallhydrid-Akkumulator, der besonders auf niedrige Außentemperaturen ausgelegt ist. Daneben gibt es nach wie vor einen frontgetriebenen Prius, der nun mit einer Lithium-Ionen-Batterie ausgestattet ist. Die allradgetriebene Version wird jedoch in Deutschland voraussichtlich nicht erhältlich sein. Das Head-up-Display zeigt nun auch Turn-by-Turn-Navigationsanweisungen an.
Im Sommer 2020 nahm Toyota den Prius in Deutschland vom Markt. Auf anderen Märkten in Europa war er zunächst weiter erhältlich.

#### Prius Plug-in-Hybrid Facelift (Modelljahr 2019)
Die Version aus 2017 wurde leicht überarbeitet. Zu den Änderungen gehören Anpassungen beim Ausstattungsumfang, dem Multimedia-System, der Farbpalette und Designelementen im Innenraum. Der Innenraum bietet nun zudem fünf Insassen Platz. Im Innenraum ist das Modelljahr 2019 (ab 14. März) an piano-schwarzen Dekorelementen an Lenkrad und Wählhebel sowie neuen hochwertigen Sitzstoffen zu erkennen. Drei neue Farben Granatapfelrot-Metallic, Karminrot-Metallic und die Lackierung tiefschwarz Mica-Metallic sind erhältlich.

#### Technische Daten
| Kenngrößen                                            | 1.8 VVT-i                                                     | Plug-in-Hybrid                                      |
| Bauzeitraum                                           | 2016–2022                                                     | 2017–2022                                           |
| Länge                                                 | 4575 mm                                                       | 4645 mm                                             |
| Breite                                                | 1760 mm                                                       | 1760 mm                                             |
| Höhe                                                  | 1470 mm                                                       | 1470 mm                                             |
| Radstand                                              | 2700 mm                                                       | 2700 mm                                             |
| Leergewicht                                           | 1375–1400 kg                                                  | 1605–1625 kg                                        |
| Sitzplätze                                            | 5                                                             | 4 (seit 2017) 5 (seit 2019)                         |
| Motorkenndaten                                        |                                                               |                                                     |
| Motortyp                                              | R4-Ottomotor + Elektromotor                                   | R4-Ottomotor + 2 Elektromotoren                     |
| Hubraum                                               | 1798 cm³                                                      | 1798 cm³                                            |
| max. Leistung                                         | 72 kW (98 PS) bei 5200/min                                    | 72 kW (98 PS) bei 5200/min                          |
| max. Leistung E-Motor                                 | 53 kW (72 PS)                                                 | 53 kW (72 PS) + 23 kW (31 PS)                       |
| Leistung Gesamtsystem                                 | 90 kW (122 PS)                                                | 90 kW (122 PS)                                      |
| max. Drehmoment                                       | 142 Nm bei 3600/min                                           | 142 Nm bei 3600/min                                 |
| max. Drehmoment E-Motor                               | 163 Nm                                                        | 163 Nm + 40 Nm                                      |
| Drehmoment Gesamtsystem                               |                                                               |                                                     |
| Kraftübertragung                                      |                                                               |                                                     |
| Antrieb, serienmäßig                                  | Vorderradantrieb                                              | Vorderradantrieb                                    |
| Getriebe, serienmäßig                                 | stufenloses Automatikgetriebe                                 | stufenloses Automatikgetriebe                       |
| Messwerte                                             |                                                               |                                                     |
| Höchstgeschwindigkeit                                 | 180 km/h                                                      | 162 km/h                                            |
| Beschleunigung, 0–100 km/h                            | 10,8 s                                                        | 11,1 s                                              |
| Kraftstoffverbrauch auf 100 km (kombiniert nach NEDC) | 3,3 l Super (Pre-Facelift) 3,7 l Super (seit Facelift)        | 1,3 l Super + 10,0 kWh                              |
| CO2-Emission (kombiniert nach NEDC)                   | 75 g/km (Pre-Facelift) 84 g/km (seit Facelift)                | 29 g/km                                             |
| Kraftstoffverbrauch auf 100 km (kombiniert nach WLTP) | 4,2 l Super (Pre-Facelift) 4,6 l Super (seit Facelift)        | 1,3 l Super + 10,0 kWh                              |
| CO2-Emission (kombiniert nach WLTP)                   | 094 g/km (Pre-Facelift) 104 g/km (seit Facelift)              | 29 g/km                                             |
| Batteriekapazität                                     | 1,3 kWh                                                       | 8,8 kWh                                             |
| Batterie-Spannung                                     |                                                               | 351,5 Volt                                          |
| Elektrische Reichweite (EV-Modus)                     | 2 km                                                          | 59 km (WLTP Innerorts)                              |
| EV-Modus-Höchstgeschwindigkeit                        | 48 km/h                                                       | 135 km/h                                            |
| Maximale Ladeleistung Steckdose                       |                                                               | 3,3 kW AC                                           |
| Ladedauer AC 3,6 kW 100 %                             |                                                               | 2h (Intelligente Ladesäule) 3h (Haushaltssteckdose) |
| Batterie-Typ                                          | NiMH (Pre-Facelift) Lithium-Ionen (seit Facelift)             | Lithium-Ionen                                       |
| Batteriegewicht                                       | 40 kg (NiMH Pre-Facelift) 25 kg (Lithium-Ionen seit Facelift) | 120 kg                                              |
| Abgasnorm nach EU-Klassifikation                      | Euro 6 (Seit 2018 Euro 6 DG)                                  | Euro 6 (Seit 2018 Euro 6 DG)                        |

#### Prius Plug-in-Hybrid mit neuer Solardachtechnik (Ende 2020)
Die nun verbaute Nennleistung der Solarmodule beträgt 180 Watt, pro Tag werden somit (unter optimalen Bedingungen) Strom für zusätzliche fünf Kilometer Fahrt ermöglicht. Innerhalb von acht Tagen lässt sich die Fahrzeugbatterie auf 80 Prozent ihrer Kapazität laden, was in etwa 40 Kilometer elektrischer Reichweite entspricht. Der aus dem Solarpanel gewonnene Strom fließt im ersten Schritt in einen Zwischenspeicher-Akku, bevor er mittels eines die Spannung erhöhenden Hochsetzsteller in die Traktions-Batterie gelangt. Ein Solardach hatte Toyota schon früher als Option im Angebot, dort lieferten die Solarzellen jedoch nur Energie für die Lüfter und das Multimediasystem, erhöhten also nur indirekt die Reichweite.

#### Vorübergehende Einstellung in Europa
Im deutschen Online-Konfigurator des Herstellers wurde der Prius Hybrid ab Sommer 2020 nicht mehr aufgeführt, auch der Prius+ Hybrid fehlte seitdem. In weiteren Ländern Europas wie Österreich oder der Schweiz standen beide zunächst noch im Konfigurator bereit. Ein Toyota-Sprecher bestätigte der Presse damals, dass die Hybridversion in Deutschland nicht mehr angeboten werde. Toyota Deutschland zeichnete online nur noch den Prius Plug-in-Hybrid aus. Im Sommer 2022 nahm Toyota europaweit die Baureihe aus dem Sortiment. Die Presse schätzt als Grund für die Einstellung die niedrigen Verkaufszahlen, da sich Kunden zunehmend für die nun auch in Hybrid-Technik angebotenen Modelle aus dem Kern-Angebot von Toyota, wie den Yaris, RAV4, CH-R, Camry und Corolla, und nicht für die aerodynamisch optimierte Limousine Prius mit dem Öko-Image entscheiden.

### Prius V (seit 2023)
Im November 2022 präsentierte Toyota die fünfte Generation des Prius, die 2023 auf den Markt kam. In Europa wird der Prius nur als Plug-in-Hybrid seit Juli 2023 angeboten. Basis bildet die sogenannte GA-C-Plattform, die das Gewicht verringert und die Steifigkeit erhöht. Anlässlich des 24-Stunden-Rennen von Le Mans 2023 präsentierte Toyota den Prius als Konzeptfahrzeug 24h Le Mans Centennial GR Edition, der einen Ausblick auf eine sportlichere Variante zeigen soll.

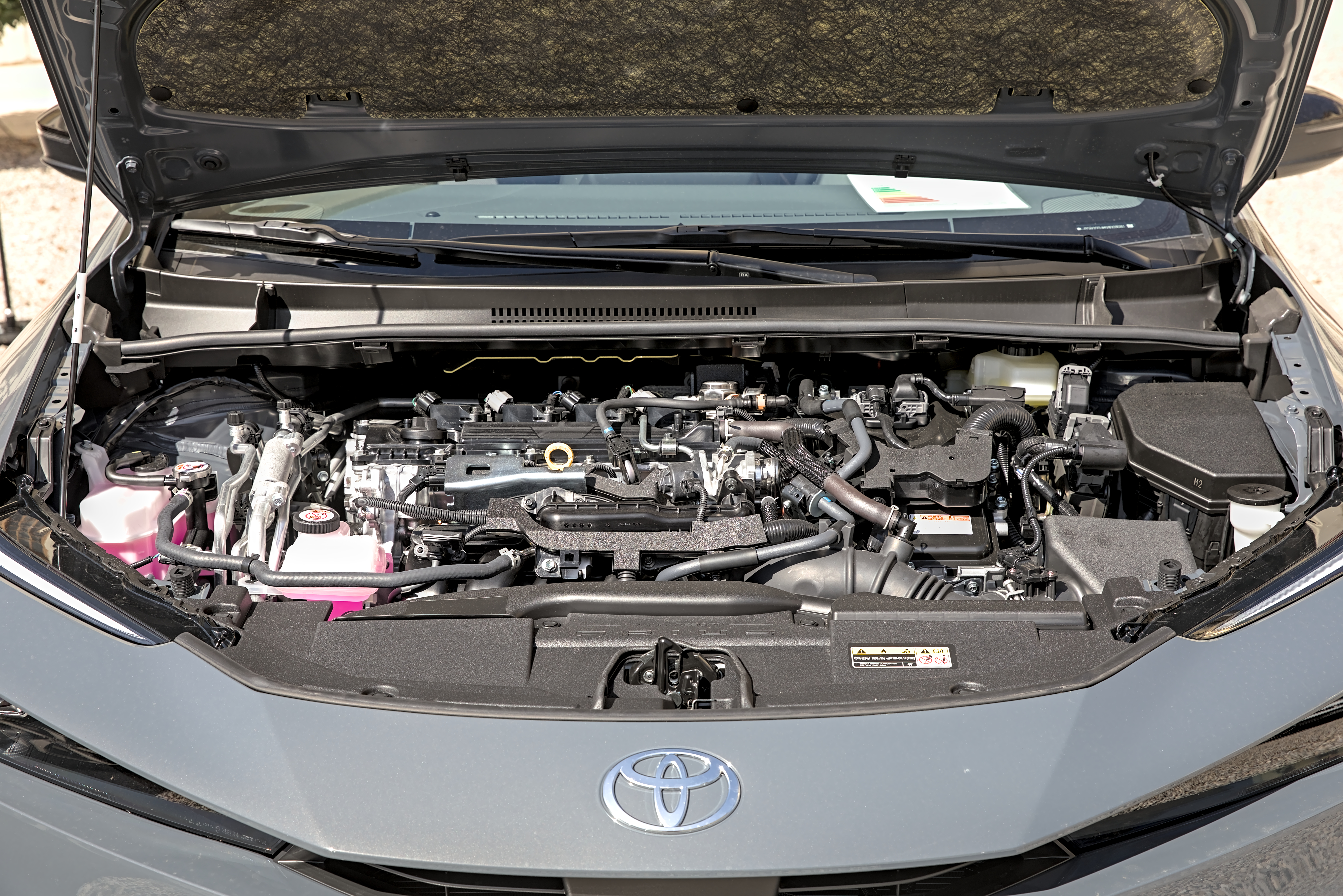
Motorraum

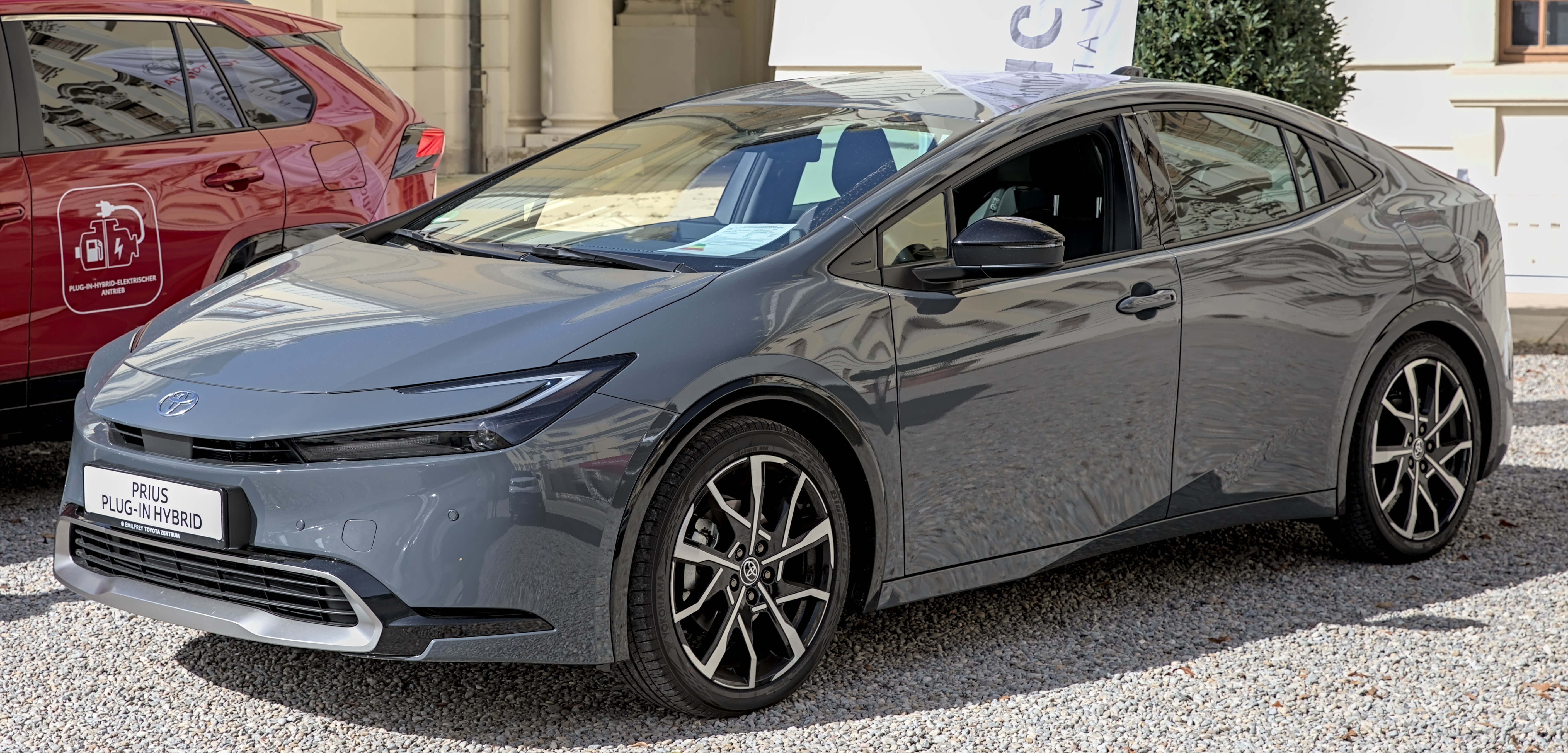
Toyota Prius PHEV (seit 2023)

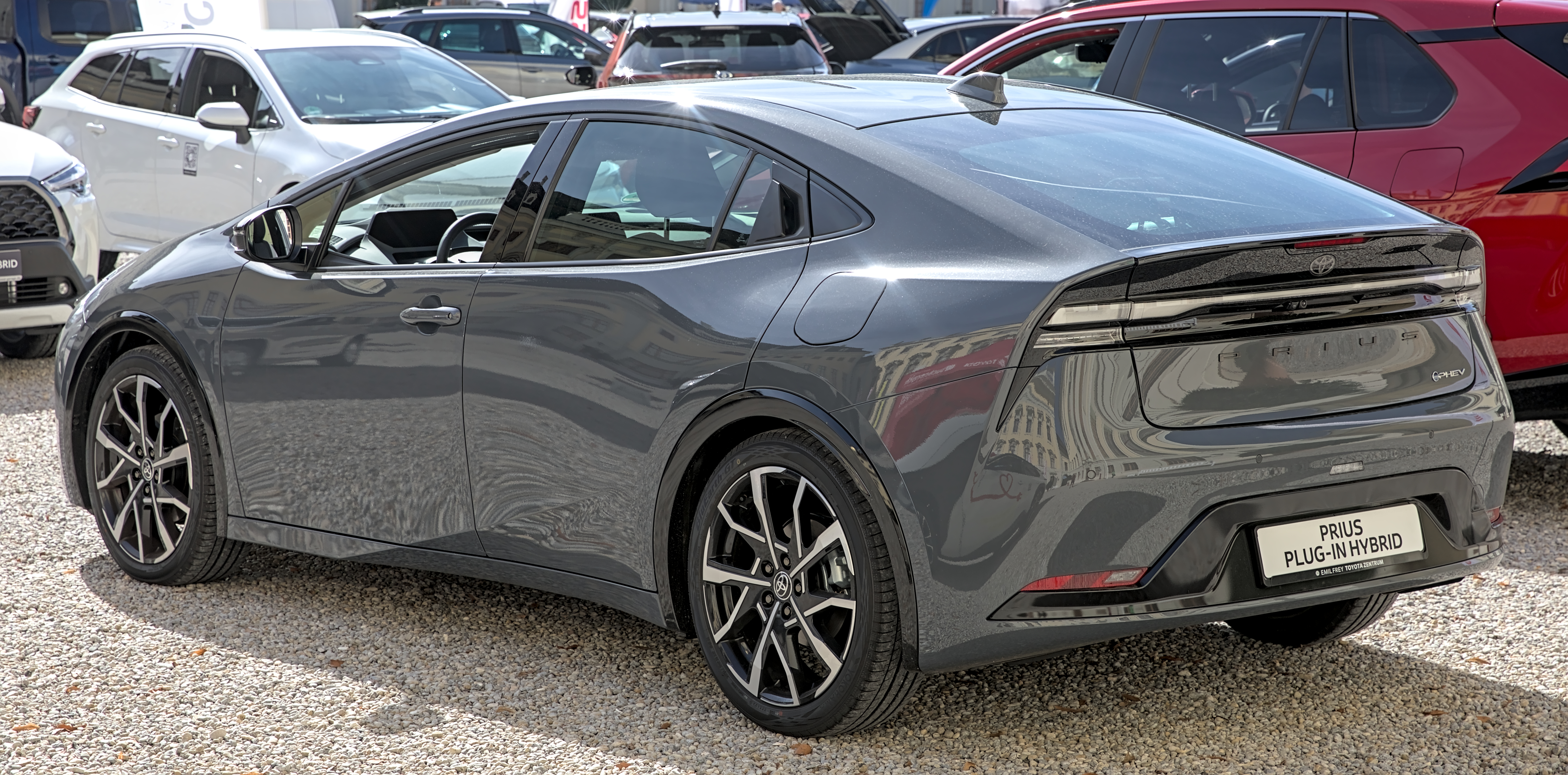
Heckansicht

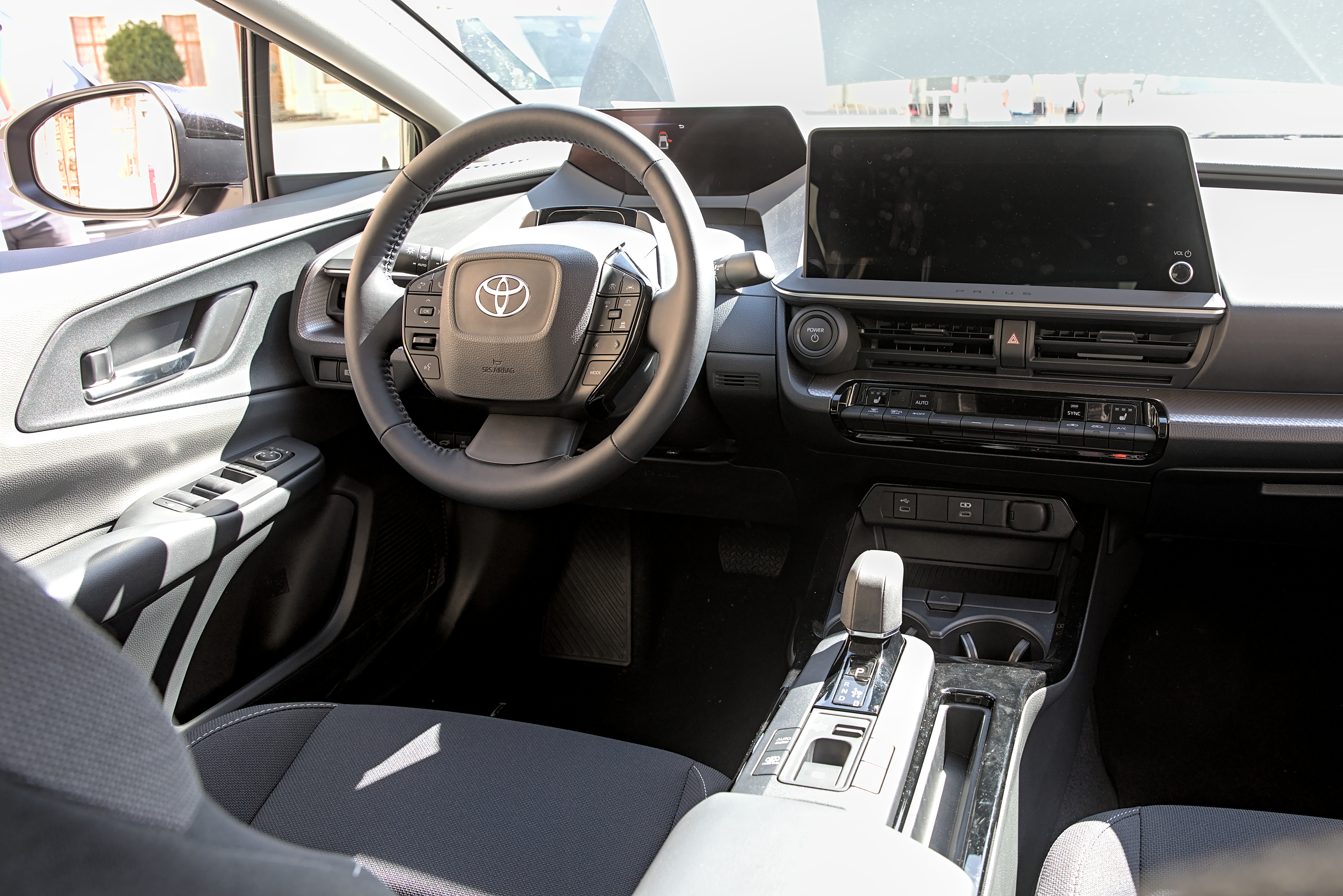
Innenraum (2023)

Die Fahrzeughöhe wurde um fünf, die Länge (4,60 Meter) wurde um 4,6 Zentimeter verringert, der Radstand allerdings um 5 cm verlängert und die Breite wurde um etwa 2 cm vergrößert; diese Maße ergeben andere Fahrzeugproportionen und eine Form, die in der Presse als coupéhaft gesehen wird. Allerdings wurde der cW-Wert mit 0,27 gegenüber dem Vorgängermodell über 10 Prozent schlechter. Das Frontdesign sowie die Cockpit-Gestaltung ähneln den aktuellen Modellen, wie dem bZ4X oder dem Crown Crossover. Die mit 13,6 kWh deutlich vergrößerte Lithium-Ionen-Batterie der Plug-in-Version, die auch eine größere elektrische Reichweite ermöglicht, ist nun unter den Fahrzeugboden montiert, wodurch diese im Fahrgastraum keinen Platz mehr beansprucht. Das Laden kann zusätzlich anhand einer optionalen Ausstattungsvariante mit einem Photovoltaikdach erfolgen, wobei die so in einem Jahr erzeugte Energie für etwa 1.250 Kilometer (im Durchschnitt 3,4 km pro Tag) reichen soll. Bei idealen Bedingungen sollen bis zu 8,7 km pro Tag möglich sein.
Der Hybrid-Antriebsstrang für den europäischen Markt setzt sich aus einem 2,0-Liter-Ottomotor mit 112 kW (152 PS) und einem Elektromotor mit 120 kW (163 PS) an der Vorderachse zusammen. Die Systemleistung beträgt 164 kW (223 PS). 100 km/h sollen aus dem Stand in 6,8 Sekunden erreicht werden.
Auf anderen Märkten wird der Prius auch mit normalen Hybrid-Antrieben (HEV) verfügbar sein. Die 1,8-Liter-Version leistet 103 kW (140 PS), die 2,0-Liter-Variante bis zu 146 kW (199 PS). Sie erhalten optional einen elektrischen Allradantrieb, der das Anfahren bei Traktionsverlust unterstützen soll.

#### Technische Daten
|                                             | 1.8 Hybrid (1)                                     | 1.8 Hybrid AWD (1)                                 | 2.0 Hybrid (1)                                     | 2.0 Hybrid AWD (1)                                 | PHEV                                               |
| Bauzeitraum                                 | seit 01/2023                                       | seit 01/2023                                       | seit 01/2023                                       | seit 01/2023                                       | seit 07/2023                                       |
| Motorkenndaten                              |                                                    |                                                    |                                                    |                                                    |                                                    |
| Motortyp                                    | R4-Ottomotor + Elektromotor                        | R4-Ottomotor + Elektromotor                        | R4-Ottomotor + Elektromotor                        | R4-Ottomotor + Elektromotor                        | R4-Ottomotor + Elektromotor                        |
| Gemischaufbereitung                         | Kombinierte Saugrohr- und Benzindirekteinspritzung | Kombinierte Saugrohr- und Benzindirekteinspritzung | Kombinierte Saugrohr- und Benzindirekteinspritzung | Kombinierte Saugrohr- und Benzindirekteinspritzung | Kombinierte Saugrohr- und Benzindirekteinspritzung |
| Motoraufladung                              | —                                                  | —                                                  | —                                                  | —                                                  | —                                                  |
| Hubraum                                     | 1798 cm³                                           | 1798 cm³                                           | 1987 cm³                                           | 1987 cm³                                           | 1998 cm³                                           |
| Verdichtungsverhältnis                      | 13 : 1                                             | 13 : 1                                             | 14 : 1                                             | 14 : 1                                             | 14 : 1                                             |
| max. Leistung Ottomotor                     | 72 kW (98 PS) bei 5200/min                         | 72 kW (98 PS) bei 5200/min                         | 112 kW (152 PS) bei 6000/min                       | 112 kW (152 PS) bei 6000/min                       | 112 kW (152 PS) bei 6000/min                       |
| max. Elektroleistung Vorderachse            | 70 kW (95 PS)                                      | 70 kW (95 PS)                                      | 83 kW (113 PS)                                     | 83 kW (113 PS)                                     | 120 kW (163 PS)                                    |
| max. Elektroleistung Hinterachse            | —                                                  | 30 kW (41 PS)                                      | —                                                  | 30 kW (41 PS)                                      | —                                                  |
| max. Systemleistung                         | 103 kW (140 PS)                                    | 103 kW (140 PS)                                    | 145 kW (197 PS)                                    | 146 kW (199 PS)                                    | 164 kW (223 PS)                                    |
| max. Drehmoment Ottomotor                   | 142 Nm bei 3600/min                                | 142 Nm bei 3600/min                                | 188 Nm bei 4400–5200/min                           | 188 Nm bei 4400–5200/min                           | 190 Nm bei 4400                                    |
| max. Drehmoment Elektromotor Vorderachse    | 185 Nm                                             | 185 Nm                                             | 206 Nm                                             | 206 Nm                                             | 208 Nm                                             |
| max. Drehmoment Elektromotor Hinterachse    | —                                                  | 84 Nm                                              | —                                                  | 84 Nm                                              | —                                                  |
| Kraftübertragung                            |                                                    |                                                    |                                                    |                                                    |                                                    |
| Antrieb                                     | Vorderradantrieb                                   | Allradantrieb                                      | Vorderradantrieb                                   | Allradantrieb                                      | Vorderradantrieb                                   |
| Getriebe                                    | stufenloses Automatikgetriebe                      | stufenloses Automatikgetriebe                      | stufenloses Automatikgetriebe                      | stufenloses Automatikgetriebe                      | stufenloses Automatikgetriebe                      |
| Messwerte                                   |                                                    |                                                    |                                                    |                                                    |                                                    |
| Höchstgeschwindigkeit                       | 180 km/h                                           | 180 km/h                                           | 180 km/h                                           | 180 km/h                                           | 177 km/h                                           |
| Beschleunigung, 0–100 km/h                  | 9,3 s                                              | k. A.                                              | 7,2 s                                              | 7,0 s                                              | 6,8 s                                              |
| Kraftstoffverbrauch auf 100 km (kombiniert) | 3,1 l Super                                        | 3,3 l Super                                        | 3,5 l Super                                        | 3,7 l Super                                        | 0,5–0,7 l Super                                    |
| CO2-Emission (kombiniert)                   | k. A.                                              | k. A.                                              | k. A.                                              | k. A.                                              | 11–16 g/km                                         |
| Abgasnorm nach EU-Klassifikation            | k. A.                                              | k. A.                                              | SULEV 30                                           | SULEV 30                                           | Euro 6d                                            |

## Umbauten

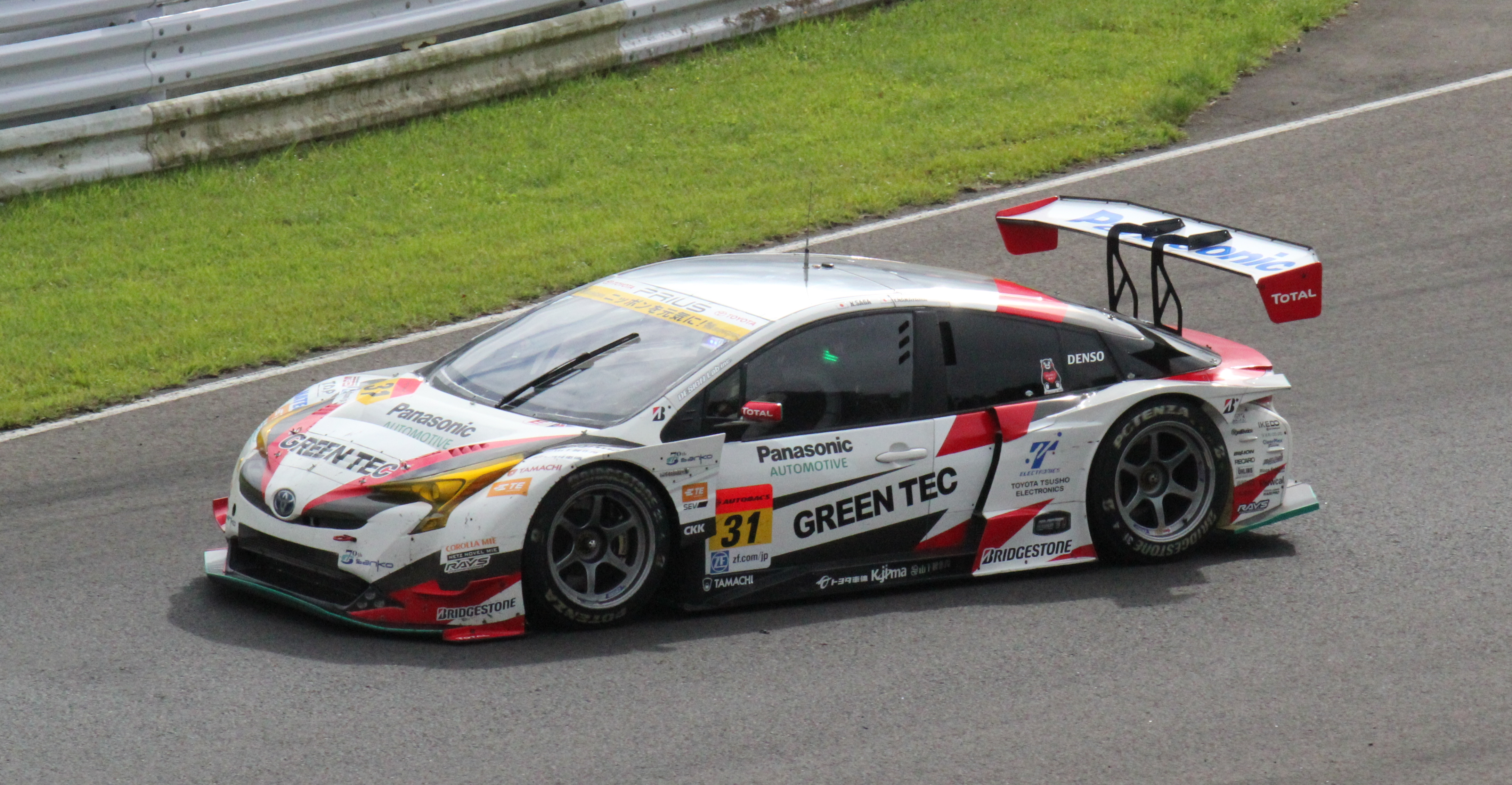
Prius IV GT-Rennwagen (2016)

Die Firma A123 Systems bot einen zusätzlichen Akku an, mit dem die rein elektrisch erzielbare Reichweite des Prius gesteigert werden konnte. Der Hersteller dieses Lithium-Eisenphosphat-Akkumulators gab für dieses Produkt eine Kapazität von 5 kWh, bei einer Ladezeit von 5,5 Stunden und einem Gewicht von 180 Pfund (ca. 82 kg) an.
Im April 2009 berichtete SPIEGEL online über einen Prius-Umbau der niederländischen Firma TTD mit zusätzlichen Akkus und geänderter Steuerelektronik zum Plug-in-Hybrid. Damit kann der Prius vollelektrisch gefahren werden bei einer Reichweite von rund 60 km. Der Umbau zielt vor allem auf Firmenkunden.
Die in Shanghai, China ansässige Firma Enginer offeriert ebenfalls Umrüstsätze für den Prius. Die Preise beginnen dabei bei 1995 US-$ für das 2-kWh-Kit und enden bei 5495 US-$ für das 8-kWh-Kit. Alternativ lassen sich die Umrüstsätze auch bei der englischen Firma PluginPlanet bestellen und auch montieren. Die Preisspanne bewegt sich dabei von 1695 £ für das 2-kWh-Kit bis hin zu 4495 £ für das 8-kWh-Kit, für die Montage wird 395 £ veranschlagt.
In den USA wurde von der Firma Solar Electrical Vehicles ein Umrüstsatz mit einem Solar-Dach für den Prius II angeboten. Bei gutem Wetter konnte damit die Reichweite des Fahrzeuges um bis zu 30 Meilen pro Tag verlängert werden.

## Modelle anderer Marken mit Toyota-Hybridtechnik
Die Hybridtechnik des Prius findet sich auch in Fahrzeugen anderer Marken. An erster Stelle ist hier der CT 200h der Toyota-Schwestermarke Lexus zu nennen, in den die Antriebseinheit des Prius III mit unveränderten Leistungsdaten eingebaut ist. Aber auch andere Hersteller haben den Hybrid Synergy Drive von Toyota lizenziert und in mehr oder weniger weiterentwickelter Form in einige Modelle integriert. Beispielsweise kombinierte Mazda im Mazda3 für den japanischen Markt 2013 den HSD mit einem eigenen 2-Liter-Motor.

## Ähnliche Konkurrenten
1999 kam der Honda Insight von Honda auf den Markt. Dabei handelte es sich (im Vergleich zum Prius) nur um einen 2-Sitzer. Der Verbrauch von nur 3,2 Liter Benzin machte ihn zu einem 3-Liter-Auto.
2016 hat Hyundai mit dem Hyundai Ioniq als Hybrid, Plug-in Hybrid und Elektroauto einen dem Prius ähnlichen Mittelklassewagen auf den Markt gebracht. Mit seinen Abmessungen und der ausgeprägten Keilform ist er nicht nur äußerlich, sondern auch aerodynamisch mit dem Prius vergleichbar.

## Medien

### Auszeichnungen
- „International Engine of the Year“ 2004, 2005 und 2006
- „Bester neuer Motor“ 2004
- „Bester Verbrauch“ 2004, 2005, 2006, 2007[80]
- „Bester 1,4- bis 1,8-l-Motor“ 2004 und 2005
- „Sieger im ADAC Eco-Test“ 2004, 2005, 2006, 2007 und 2008**
 Mit 89 von 90 möglichen Punkten wurde der Toyota Prius vom ADAC Deutschland das fünfte Jahr in Folge zu Europas umweltfreundlichstem Automobil gewählt.
- Für das Jahr 2005 wurde der Prius zum Auto des Jahres gewählt.
- In den Bewertungen 2004/2005 bis 2011/2012 achtmal in Folge auf einen der ersten beiden Plätze der Auto-Umweltliste des VCD.[81]
- Zusammen mit dem Volvo V70 Bifuel umweltfreundlichstes Auto im FIA EcoTest 2006.
- Im April 2007 wurde, neben anderen, der Prius vom Verkehrsclub Deutschland (VCD), im Rahmen der Kaufberatung für klimaschonende Pkw (Kategorie „Status“), empfohlen.
- Zweimal „Das Auto mit der höchsten Kundenzufriedenheit“ J. D. Power Report 2007 und 2008
- Gewinner des „Green Engine of the Year Award“ 2008, 2010[80]
- Gewinner der besten automobilen Umwelt-Neuheit des Jahres 2009 „Grünes Lenkrad“

### CNW Dust to Dust
In einer Studie des US-amerikanischen Marktforschungsunternehmens CNW aus dem Jahr 2005, welche die sogenannten „social energy costs“ von Automobilen untersucht hat, wird die Behauptung aufgestellt, dass beispielsweise der SUV Hummer H2 in der Gesamtbilanz der „Energiekosten“ trotz des deutlich höheren Treibstoffverbrauchs besser abschneide als der Toyota Prius. Begründet wird dies damit, dass der Verbrauchsvorteil des Prius kaum genutzt würde, da das Fahrzeug nur als Umweltprestige-Zweitwagen neben einem überdurchschnittlich ineffizienten Erstwagen diene und demgegenüber alle anderen Aspekte an diesen Fahrzeugen wesentlich teurer wären.
Dieses Ergebnis wurde von vielen Seiten kritisiert und die Glaubwürdigkeit der Berechnungen in Frage gestellt, da in Ökobilanzen zum Thema Auto üblicherweise der Treibstoffverbrauch einen Großteil des Gesamtenergieverbrauches darstellt.

### TÜV-Mängelquote
Nach Auswertung von 3,1 Millionen Hauptuntersuchungen siegte im Jahr 2011, wie im Vorjahr, der Toyota Prius. Von allen überprüften drei Jahre alten Fahrzeugen wies der Prius die niedrigste Mängelquote von 1,9 % auf.

## Zulassungszahlen in Deutschland
Seit dem Verkaufsstart 2001 bis einschließlich Dezember 2023 sind in der Bundesrepublik Deutschland insgesamt 38.844 Prius neu zugelassen worden. Mit 4.577 Einheiten war 2007 das erfolgreichste Verkaufsjahr. Den Prius+ zählt das Kraftfahrt-Bundesamt nicht in diese Statistik. Des Weiteren wurde seit 2010 die Prius-Technik auch im Toyota Auris angeboten, wo 2017 über 60 Prozent und 2018 über 77 Prozent auf die Hybridversion entfielen. Dieser Trend von immer höheren Hybridquoten setzte sich 2019 beim Toyota Corolla fort, als dieser den Auris ablöste. Die Verteuerung des Prius zu einem Fahrzeug, das nur noch als hoch ausgestatteter Plug-In Hybrid zu haben ist, reduzierten die Zulassungszahlen deutlich.
| 603 \| \| |
|           |

|  |

| 603 \| \| |
|           |

|  |

| 135 \| \| |
|           |

|  |

| 135 \| \| |
|           |

|  |

| 171 \| \| |
|           |

|  |

| 171 \| \| |
|           |

|  |

| 1.454 \| \| |
|             |

|  |

| 1.454 \| \| |
|             |

|  |

| 2.873 \| \| |
|             |

|  |

| 2.873 \| \| |
|             |

|  |

| 3.039 \| \| |
|             |

|  |

| 3.039 \| \| |
|             |

|  |

| 4.577 \| \| |
|             |

|  |

| 4.577 \| \| |
|             |

|  |

| 3.407 \| \| |
|             |

|  |

| 3.407 \| \| |
|             |

|  |

| 4.471 \| \| |
|             |

|  |

| 4.471 \| \| |
|             |

|  |

| 3.483 \| \| |
|             |

|  |

| 3.483 \| \| |
|             |

|  |

| 2.029 \| \| |
|             |

|  |

| 2.029 \| \| |
|             |

|  |

| 2.584 \| \| |
|             |

|  |

| 2.584 \| \| |
|             |

|  |

| 1.501 \| \| |
|             |

|  |

| 1.501 \| \| |
|             |

|  |

| 600 \| \| |
|           |

|  |

| 152 \| \| |
|           |

|  |

| 600 \| \| |
|           |

|  |

| 152 \| \| |
|           |

|  |

| 444 \| \| |
|           |

|  |

| 119 \| \| |
|           |

|  |

| 444 \| \| |
|           |

|  |

| 119 \| \| |
|           |

|  |

| 2.211 \| \| |
|             |

|  |

| 25 \| \| |
|          |

|  |

| 2.211 \| \| |
|             |

|  |

| 25 \| \| |
|          |

|  |

| 932 \| \| |
|           |

|  |

| 381 \| \| |
|           |

|  |

| 932 \| \| |
|           |

|  |

| 381 \| \| |
|           |

|  |

| 892 \| \| |
|           |

|  |

| 455 \| \| |
|           |

|  |

| 892 \| \| |
|           |

|  |

| 455 \| \| |
|           |

|  |

| 323 \| \| |
|           |

|  |

| 420 \| \| |
|           |

|  |

| 323 \| \| |
|           |

|  |

| 420 \| \| |
|           |

|  |

| 135 \| \| |
|           |

|  |

| 421 \| \| |
|           |

|  |

| 135 \| \| |
|           |

|  |

| 421 \| \| |
|           |

|  |

| 41 \| \| |
|          |

|  |

| 239 \| \| |
|           |

|  |

| 41 \| \| |
|          |

|  |

| 239 \| \| |
|           |

|  |

| 200 \| \| |
|           |

|  |

| 200 \| \| |
|           |

|  |

| 330 \| \| |
|           |

|  |

| 330 \| \| |
|           |

|  |

| 197 \| \| |
|           |

|  |

| 197 \| \| |
|           |

|  |

| 603 \| \| |
|           |

|  |

| 603 \| \| |
|           |

|  |

| 135 \| \| |
|           |

|  |

| 135 \| \| |
|           |

|  |

| 171 \| \| |
|           |

|  |

| 171 \| \| |
|           |

|  |

| 1.454 \| \| |
|             |

|  |

| 1.454 \| \| |
|             |

|  |

| 2.873 \| \| |
|             |

|  |

| 2.873 \| \| |
|             |

|  |

| 3.039 \| \| |
|             |

|  |

| 3.039 \| \| |
|             |

|  |

| 4.577 \| \| |
|             |

|  |

| 4.577 \| \| |
|             |

|  |

| 3.407 \| \| |
|             |

|  |

| 3.407 \| \| |
|             |

|  |

| 4.471 \| \| |
|             |

|  |

| 4.471 \| \| |
|             |

|  |

| 3.483 \| \| |
|             |

|  |

| 3.483 \| \| |
|             |

|  |

| 2.029 \| \| |
|             |

|  |

| 2.029 \| \| |
|             |

|  |

| 2.584 \| \| |
|             |

|  |

| 2.584 \| \| |
|             |

|  |

| 1.501 \| \| |
|             |

|  |

| 1.501 \| \| |
|             |

|  |

| 600 \| \| |
|           |

|  |

| 152 \| \| |
|           |

|  |

| 600 \| \| |
|           |

|  |

| 152 \| \| |
|           |

|  |

| 444 \| \| |
|           |

|  |

| 119 \| \| |
|           |

|  |

| 444 \| \| |
|           |

|  |

| 119 \| \| |
|           |

|  |

| 2.211 \| \| |
|             |

|  |

| 25 \| \| |
|          |

|  |

| 2.211 \| \| |
|             |

|  |

| 25 \| \| |
|          |

|  |

| 932 \| \| |
|           |

|  |

| 381 \| \| |
|           |

|  |

| 932 \| \| |
|           |

|  |

| 381 \| \| |
|           |

|  |

| 892 \| \| |
|           |

|  |

| 455 \| \| |
|           |

|  |

| 892 \| \| |
|           |

|  |

| 455 \| \| |
|           |

|  |

| 323 \| \| |
|           |

|  |

| 420 \| \| |
|           |

|  |

| 323 \| \| |
|           |

|  |

| 420 \| \| |
|           |

|  |

| 135 \| \| |
|           |

|  |

| 421 \| \| |
|           |

|  |

| 135 \| \| |
|           |

|  |

| 421 \| \| |
|           |

|  |

| 41 \| \| |
|          |

|  |

| 239 \| \| |
|           |

|  |

| 41 \| \| |
|          |

|  |

| 239 \| \| |
|           |

|  |

| 200 \| \| |
|           |

|  |

| 200 \| \| |
|           |

|  |

| 330 \| \| |
|           |

|  |

| 330 \| \| |
|           |

|  |

| 197 \| \| |
|           |

|  |

| 197 \| \| |
|           |

|  |

| 603 \| \| |
|           |

|  |

| 603 \| \| |
|           |

|  |

| 135 \| \| |
|           |

|  |

| 135 \| \| |
|           |

|  |

| 171 \| \| |
|           |

|  |

| 171 \| \| |
|           |

|  |

| 1.454 \| \| |
|             |

|  |

| 1.454 \| \| |
|             |

|  |

| 2.873 \| \| |
|             |

|  |

| 2.873 \| \| |
|             |

|  |

| 3.039 \| \| |
|             |

|  |

| 3.039 \| \| |
|             |

|  |

| 4.577 \| \| |
|             |

|  |

| 4.577 \| \| |
|             |

|  |

| 3.407 \| \| |
|             |

|  |

| 3.407 \| \| |
|             |

|  |

| 4.471 \| \| |
|             |

|  |

| 4.471 \| \| |
|             |

|  |

| 3.483 \| \| |
|             |

|  |

| 3.483 \| \| |
|             |

|  |

| 2.029 \| \| |
|             |

|  |

| 2.029 \| \| |
|             |

|  |

| 2.584 \| \| |
|             |

|  |

| 2.584 \| \| |
|             |

|  |

| 1.501 \| \| |
|             |

|  |

| 1.501 \| \| |
|             |

|  |

| 600 \| \| |
|           |

|  |

| 152 \| \| |
|           |

|  |

| 600 \| \| |
|           |

|  |

| 152 \| \| |
|           |

|  |

| 444 \| \| |
|           |

|  |

| 119 \| \| |
|           |

|  |

| 444 \| \| |
|           |

|  |

| 119 \| \| |
|           |

|  |

| 2.211 \| \| |
|             |

|  |

| 25 \| \| |
|          |

|  |

| 2.211 \| \| |
|             |

|  |

| 25 \| \| |
|          |

|  |

| 932 \| \| |
|           |

|  |

| 381 \| \| |
|           |

|  |

| 932 \| \| |
|           |

|  |

| 381 \| \| |
|           |

|  |

| 892 \| \| |
|           |

|  |

| 455 \| \| |
|           |

|  |

| 892 \| \| |
|           |

|  |

| 455 \| \| |
|           |

|  |

| 323 \| \| |
|           |

|  |

| 420 \| \| |
|           |

|  |

| 323 \| \| |
|           |

|  |

| 420 \| \| |
|           |

|  |

| 135 \| \| |
|           |

|  |

| 421 \| \| |
|           |

|  |

| 135 \| \| |
|           |

|  |

| 421 \| \| |
|           |

|  |

| 41 \| \| |
|          |

|  |

| 239 \| \| |
|           |

|  |

| 41 \| \| |
|          |

|  |

| 239 \| \| |
|           |

|  |

| 200 \| \| |
|           |

|  |

| 200 \| \| |
|           |

|  |

| 330 \| \| |
|           |

|  |

| 330 \| \| |
|           |

|  |

| 197 \| \| |
|           |

|  |

| 197 \| \| |
|           |

|  |

| 603 \| \| |
|           |

|  |

| 603 \| \| |
|           |

|  |

| 135 \| \| |
|           |

|  |

| 135 \| \| |
|           |

|  |

| 171 \| \| |
|           |

|  |

| 171 \| \| |
|           |

|  |

| 1.454 \| \| |
|             |

|  |

| 1.454 \| \| |
|             |

|  |

| 2.873 \| \| |
|             |

|  |

| 2.873 \| \| |
|             |

|  |

| 3.039 \| \| |
|             |

|  |

| 3.039 \| \| |
|             |

|  |

| 4.577 \| \| |
|             |

|  |

| 4.577 \| \| |
|             |

|  |

| 3.407 \| \| |
|             |

|  |

| 3.407 \| \| |
|             |

|  |

| 4.471 \| \| |
|             |

|  |

| 4.471 \| \| |
|             |

|  |

| 3.483 \| \| |
|             |

|  |

| 3.483 \| \| |
|             |

|  |

| 2.029 \| \| |
|             |

|  |

| 2.029 \| \| |
|             |

|  |

| 2.584 \| \| |
|             |

|  |

| 2.584 \| \| |
|             |

|  |

| 1.501 \| \| |
|             |

|  |

| 1.501 \| \| |
|             |

|  |

| 600 \| \| |
|           |

|  |

| 152 \| \| |
|           |

|  |

| 600 \| \| |
|           |

|  |

| 152 \| \| |
|           |

|  |

| 444 \| \| |
|           |

|  |

| 119 \| \| |
|           |

|  |

| 444 \| \| |
|           |

|  |

| 119 \| \| |
|           |

|  |

| 2.211 \| \| |
|             |

|  |

| 25 \| \| |
|          |

|  |

| 2.211 \| \| |
|             |

|  |

| 25 \| \| |
|          |

|  |

| 932 \| \| |
|           |

|  |

| 381 \| \| |
|           |

|  |

| 932 \| \| |
|           |

|  |

| 381 \| \| |
|           |

|  |

| 892 \| \| |
|           |

|  |

| 455 \| \| |
|           |

|  |

| 892 \| \| |
|           |

|  |

| 455 \| \| |
|           |

|  |

| 323 \| \| |
|           |

|  |

| 420 \| \| |
|           |

|  |

| 323 \| \| |
|           |

|  |

| 420 \| \| |
|           |

|  |

| 135 \| \| |
|           |

|  |

| 421 \| \| |
|           |

|  |

| 135 \| \| |
|           |

|  |

| 421 \| \| |
|           |

|  |

| 41 \| \| |
|          |

|  |

| 239 \| \| |
|           |

|  |

| 41 \| \| |
|          |

|  |

| 239 \| \| |
|           |

|  |

| 200 \| \| |
|           |

|  |

| 200 \| \| |
|           |

|  |

| 330 \| \| |
|           |

|  |

| 330 \| \| |
|           |

|  |

| 197 \| \| |
|           |

|  |

| 197 \| \| |
|           |

|  |

|  | Benzin-Hybrid (35.905) |

|  | Benzin-Hybrid (35.905) |

|  | Benzin-PHEV (2.939) |

|  | Benzin-PHEV (2.939) |

### Videos
- Toyota Prius – Die Voll-Hybridtechnologie im neuen Toyota Prius, Toyota Deutschland, 2009 auf YouTube
- Frage an Toyota: Kann ich den Toyota Prius auch an der Steckdose aufladen?, Toyota Deutschland, 2009 auf YouTube
- Der Toyota Prius Plug-in Hybrid – Dirk erklärt’s, Toyota Deutschland, 2016 auf YouTube
- Der Toyota Prius – Die neue Generation des Hybridantriebs, Toyota Deutschland, 2017 auf YouTube
- Der Toyota Prius Plug-in 2017 – Plug-in Hybrid Technologie, Toyota Deutschland, 2017 auf YouTube
- Toyota Prius der ersten Generation – Toyota Hybrid Pionier, Toyota Deutschland, 2017 auf YouTube
- Spritspar-Challenge – Diesel gegen Hybrid I Toyota Prius vs VW Passat TDI, GRIP Elektro, 2020 auf YouTube
- Toyota Prius (2017) Dieser Hybrid überzeugt nach 150.000 Kilomotern Test mit Tim Dahlgaard, AUTO BILD, 2021 auf YouTube
- How much has the Toyota Prius Changed in a decade ? (englisch), Kirk Kreifels, 2022 auf YouTube
- Livestream of the All-New “PRIUS” World Premiere on November 16 (englisch), Toyota Motor Corporation, 2022 auf YouTube
- 2023 Toyota Prius: Specs & Walkaround Toyota (englisch), Toyota USA, 2022 auf YouTube